# シードル

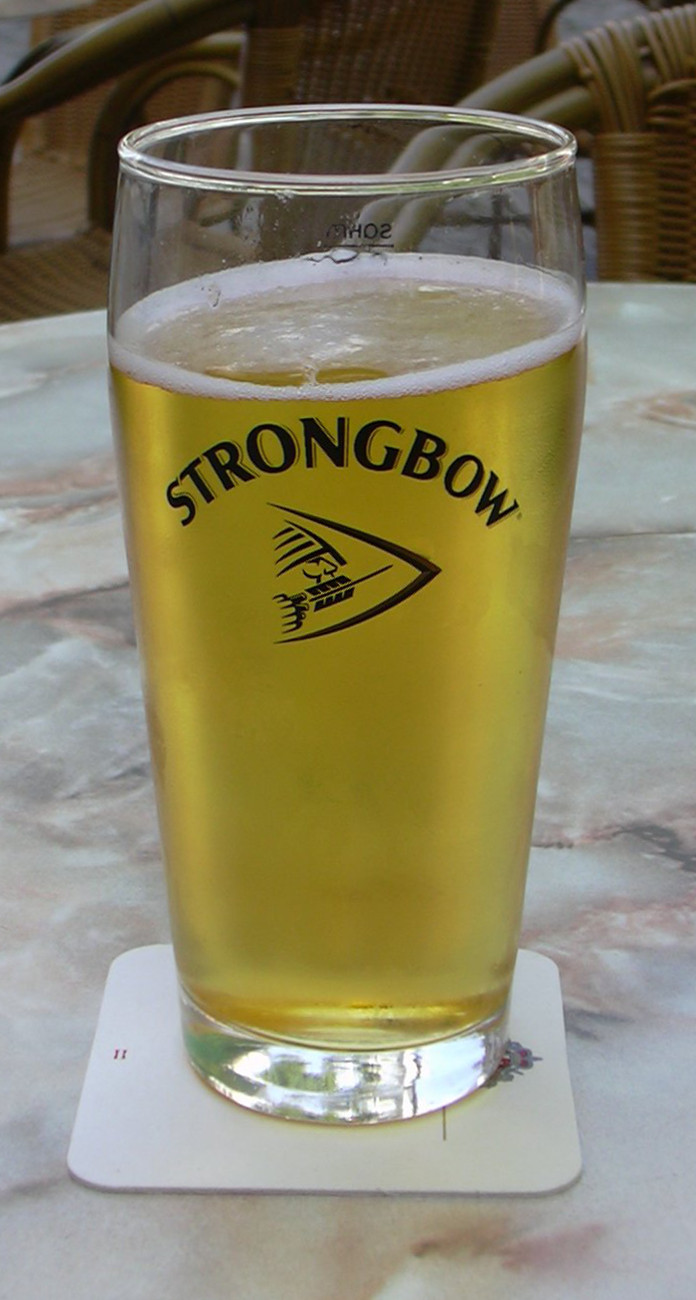
ストロングボウのリンゴ酒（英国産）1パイント（568ml）

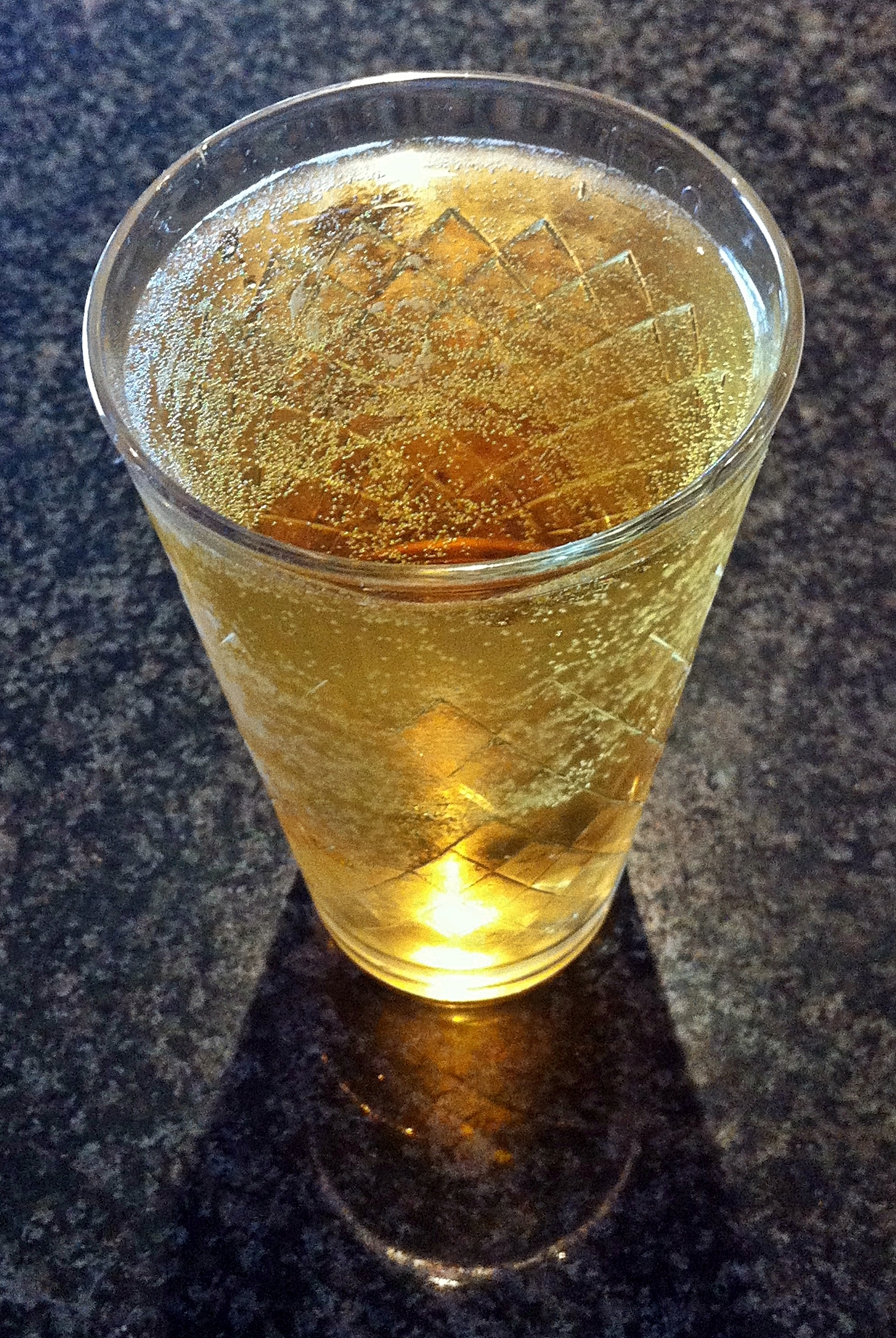
シードルをグラスに注いで上から見たところ

シードル（仏: cidre、アストゥリアス語: Sidrina 、西: Sidra、バスク語: Sagardo、英: ciderサイダー）またはリンゴ酒（林檎酒）とは、リンゴを発酵（アルコール発酵）させて造られるアルコール飲料。

## 概要
シードルと言えば真っ先にリンゴの酒が挙げられるが、
「シードル」は広義にリンゴ連 (Maleae) リンゴ亜連 (Malinae) に属する果実を発酵させて造られるアルコール飲料を意味する言葉としても使われるため、ナシのシードル（ペアサイダー）なども存在する。
シードルには発泡性のものも、非発泡性のものもある。

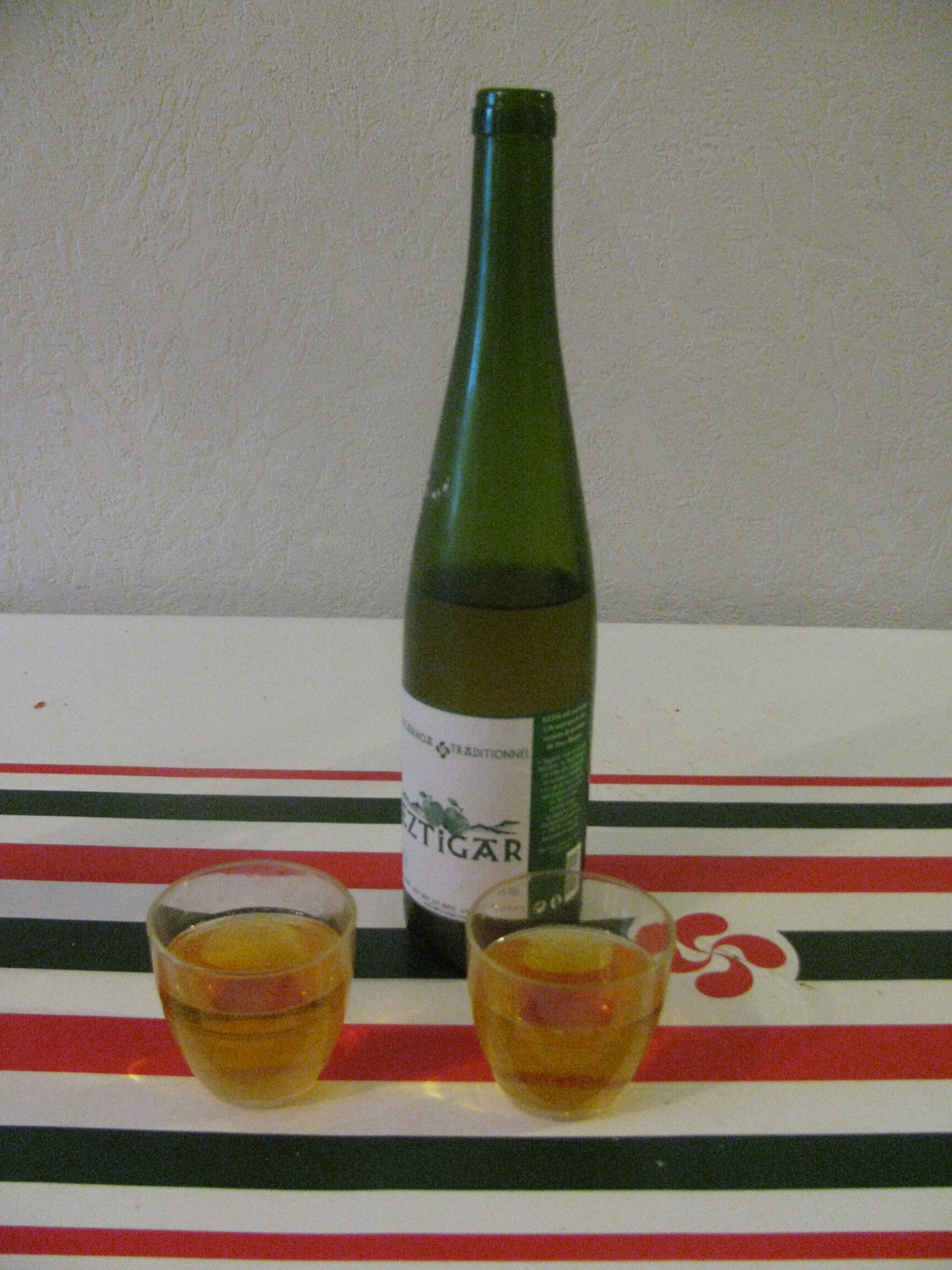
バスク地方のシードルは伝統的に細身の瓶に入っている。

ボトルは、国ごと、産地ごとに傾向が異なる。白ワインボトルやビール瓶が使われるが、シャンパン用のボトル（スパークリングワインボトル）が使われることもあり、色はシードルの種類や産地によって異なる。一般的には瓶詰めで、中瓶（500ml）が主流で、まれに小瓶（330ml）があり、発泡性の酒の圧力に耐えるのに適した形（ホッピーのような形）をした瓶もある。缶に充填される場合もある。ラベルのデザインとボトルの形状が同じでアップル（apple）かペア（pear）の文字とボトルの色だけを変えているブランドが多い。
飲むための容器も地域や、飲む状況によって異なり、例えばアイルランド人がパブでciderサイダーを飲む場合はビアグラスを使い、フランスのブルターニュ地方の人が食前酒（や食中酒）として飲む場合は陶製のコップが使われたりする。
リンゴ以外にもナシやラズベリーなどのシードルがある。
なお、日本の酒税法では発泡性のものは「発泡性酒類」の「その他の発泡性酒類」に、発泡性でないものは「果実酒」に分類されている。

## 製法
熟したリンゴを収穫し、しばらくの間、屋外で外気に晒してさらに熟成させる。次に、そのリンゴを水洗いして砕いたものを圧搾機にかけ、果汁（ジュース）を搾る。果汁をタンク（かつては樽）に入れると、リンゴの外果皮に取り付いている天然の酵母（野生酵母）が、果汁に含まれる糖を養分として自然にアルコール発酵を始める。伝統的な製法では、この天然酵母を用いる「自然発酵」が主流であったが、酵母以外の雑菌が繁殖して失敗する可能性があるため、現在では専用に純粋培養された酵母を「酒母」として添加し、他の菌が作用しない安定した発酵を行わせるのが普通である。やがて発酵過程で茶褐色に変色したリンゴの果肉が、発酵に伴ってアルコールと共に発生した二酸化炭素（炭酸ガス）の気泡が表面につくことで浮力を得て液面に浮かび上がってくる。果肉を取り除き、透き通った果汁のみを別のタンクに移してさらに発酵を継続し、最低3ヶ月以上の発酵・熟成を経てシードルができあがる。タンク内から瓶詰めまで密閉状態を保っておくと、発生する炭酸ガスにより内圧が高まり、炭酸ガスがシードル内に溶け込んで発泡性のシードルとなる。

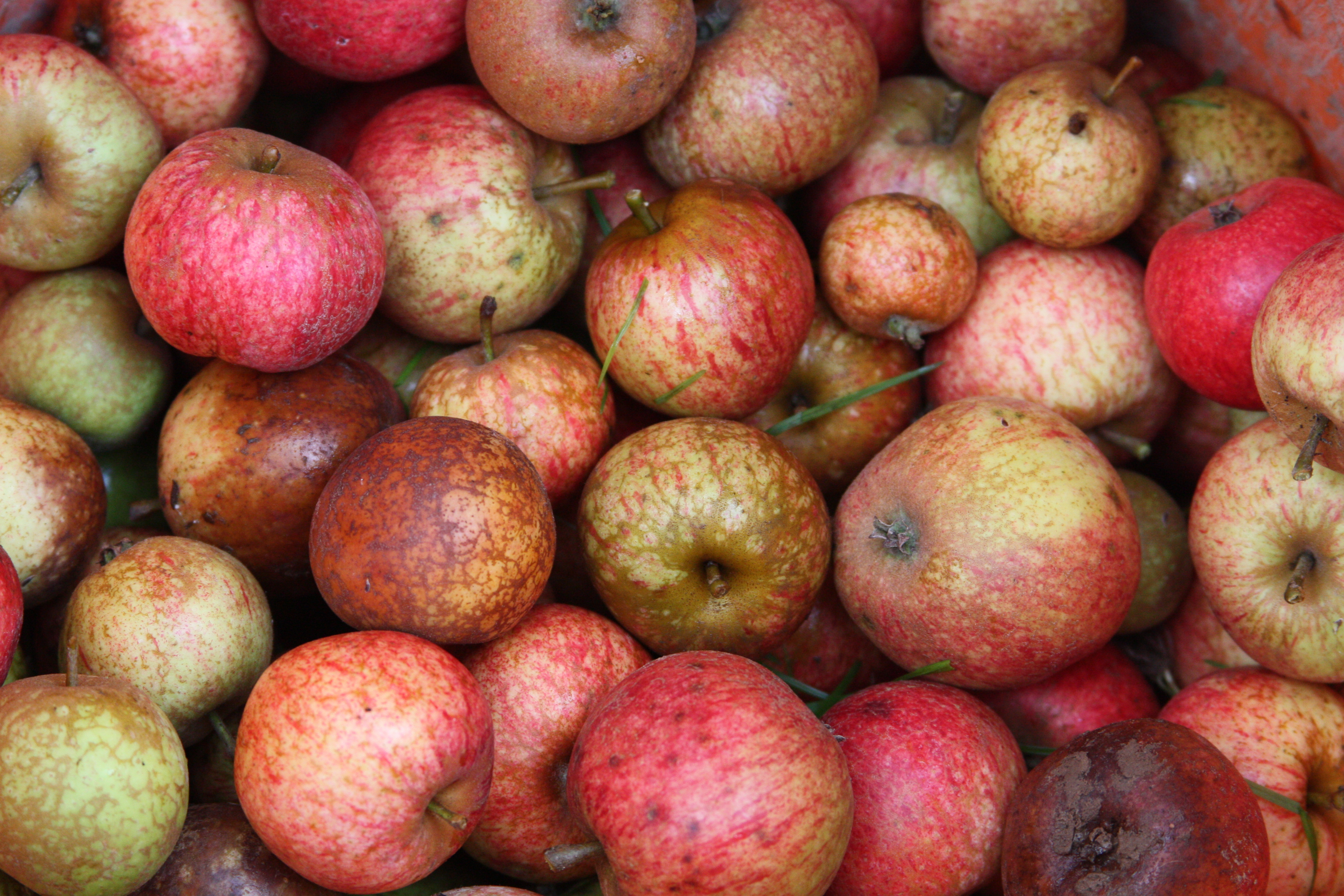
シードル造り用に収穫されたリンゴ

## フランス
フランスのブルターニュ地方とノルマンディー地方のものが、とくに知られている。シードルを蒸留するとリンゴのブランデーが得られ、中でも有名なものに「カルヴァドス」がある。また、シードルと類似するものに梨を原料としたペリーがある。19世紀末ごろまではヨーロッパでは生水を飲むことは不衛生で危険なこととされたので、（シードルも含めて）水よりも酒類がさかんに飲まれる傾向があった。
フランスでは、ワインと同様に原産地呼称規制 (AOC) の対象である。

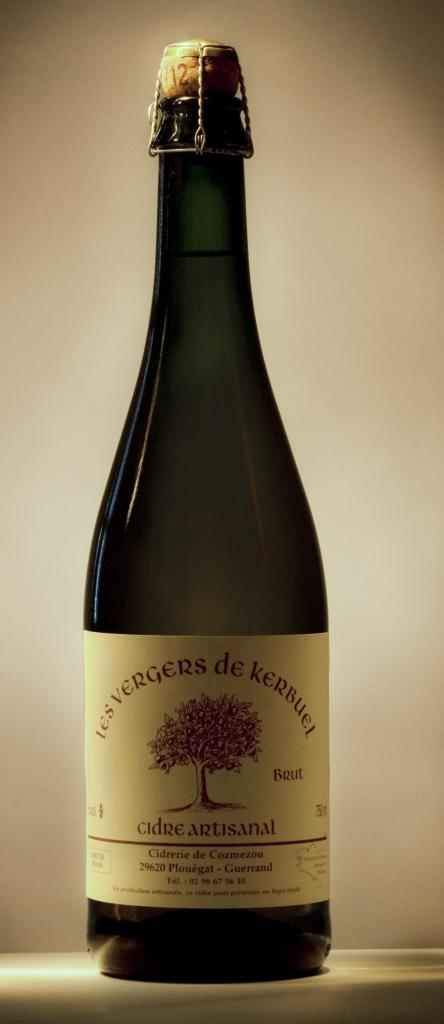
ブルターニュのシードル
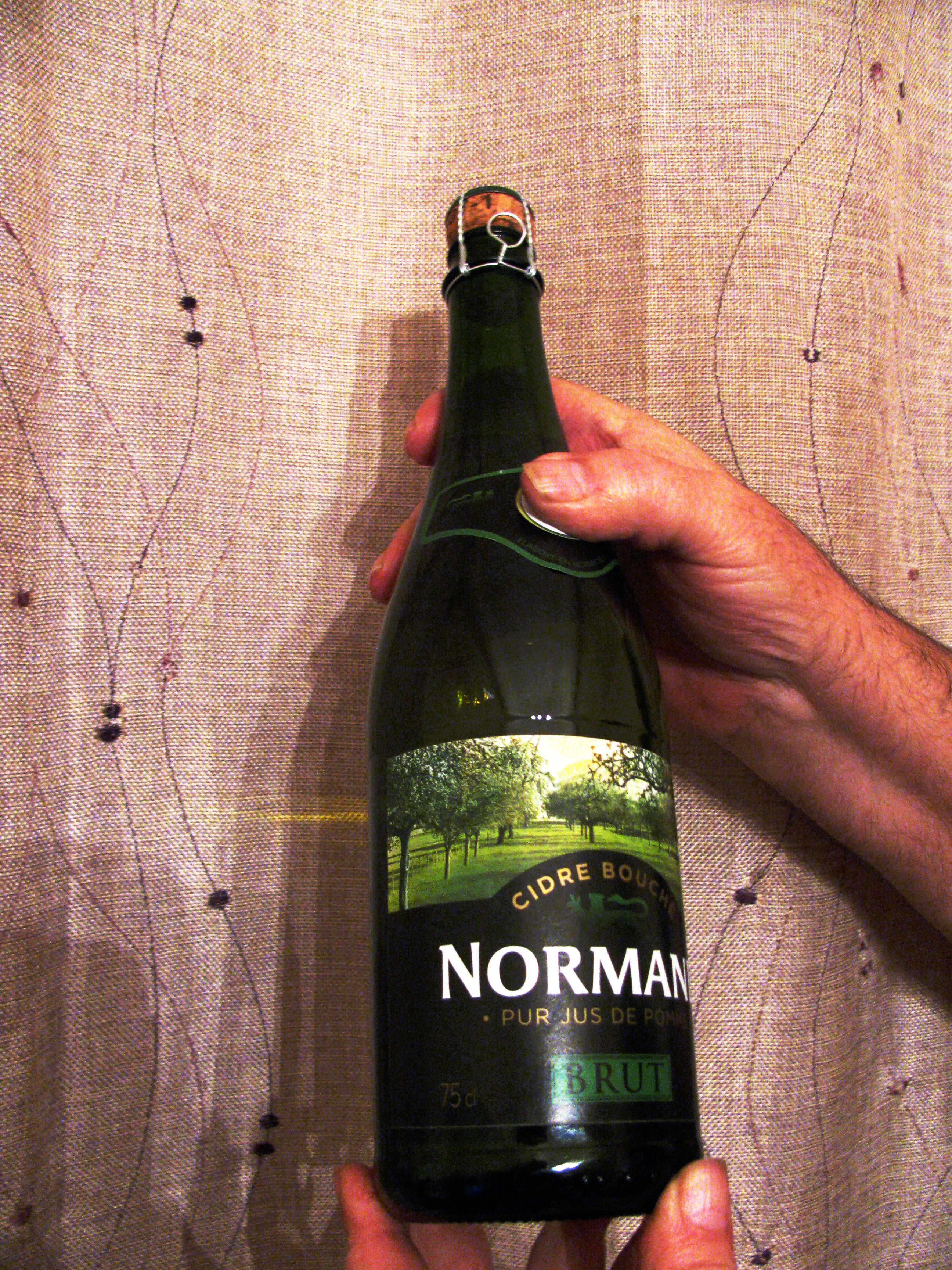
ブルターニュのcidre brut bouché
ブルターニュ地方のシードル産地
ノルマンディー地方のシードル産地
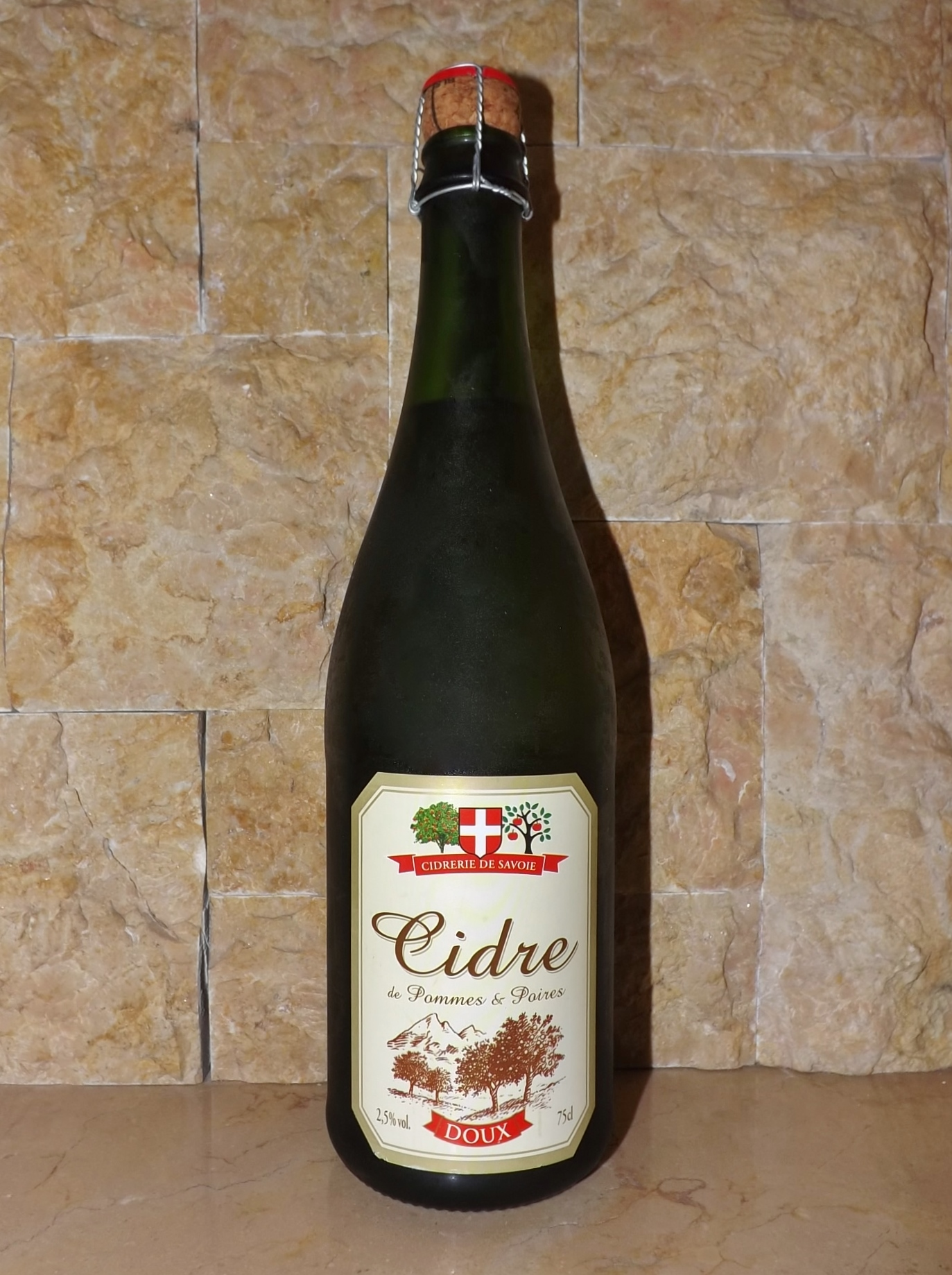
フランス、サヴォア地方のシードル
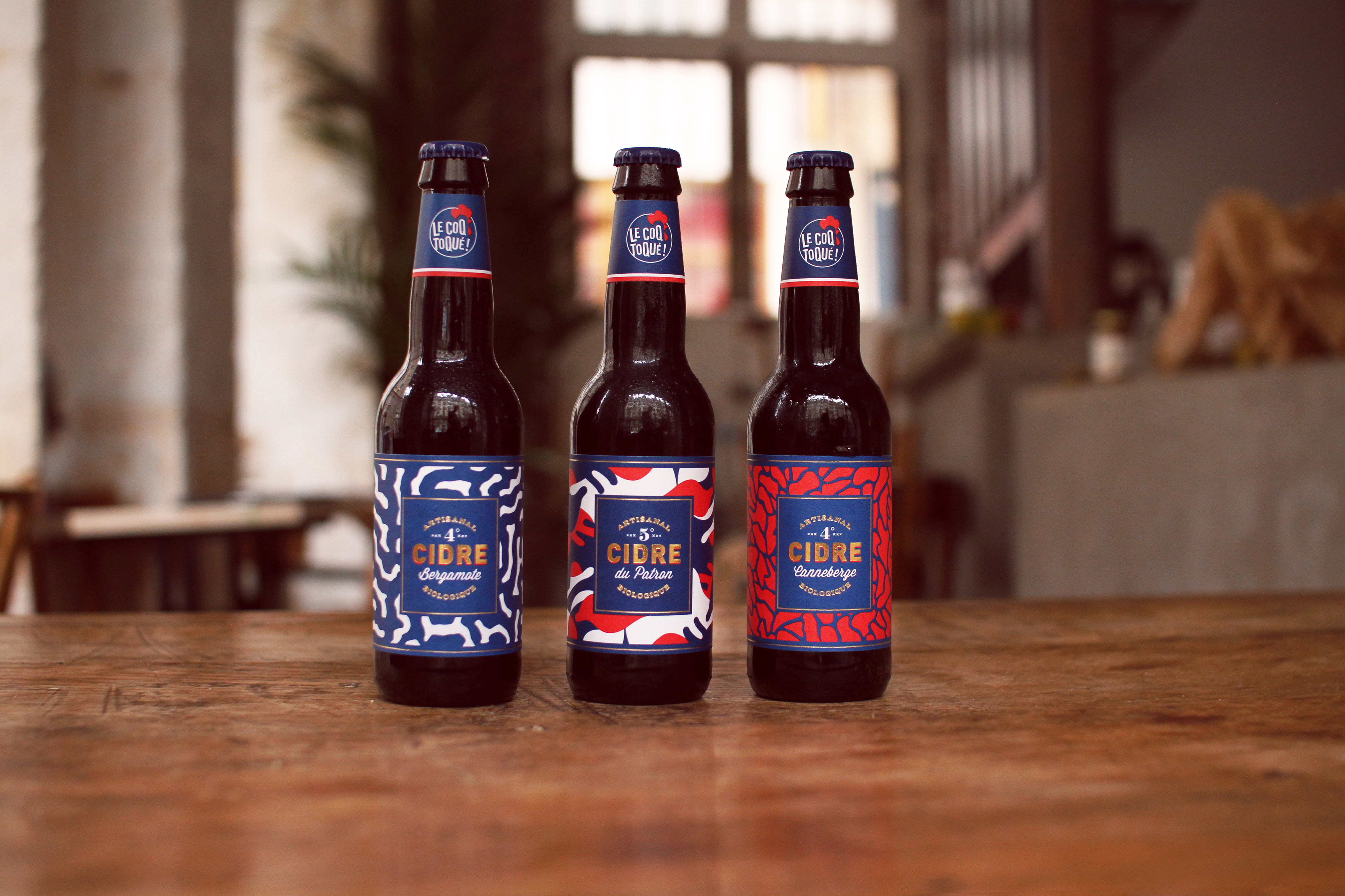
le coq toqué
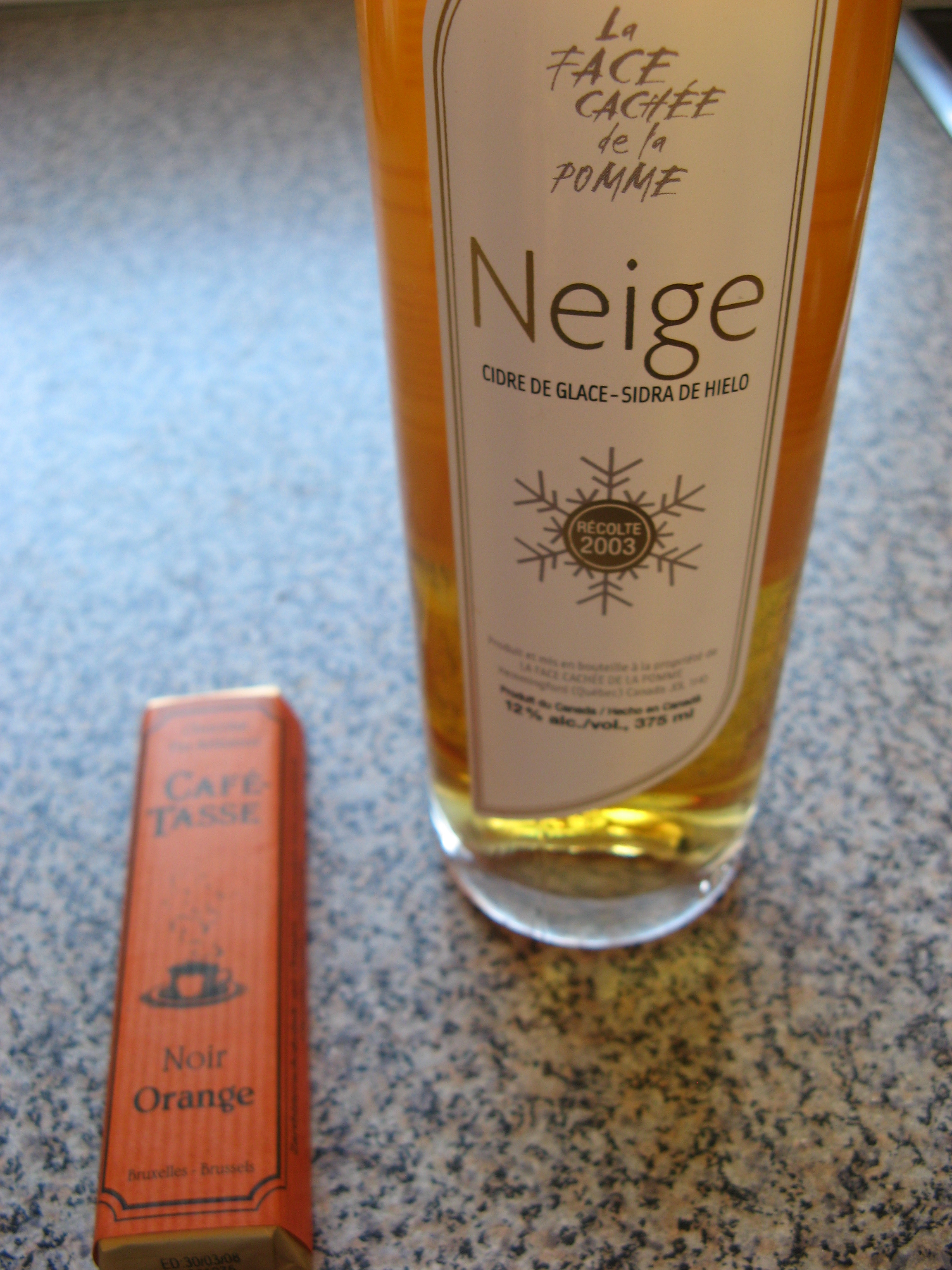
fr:cidre de glace
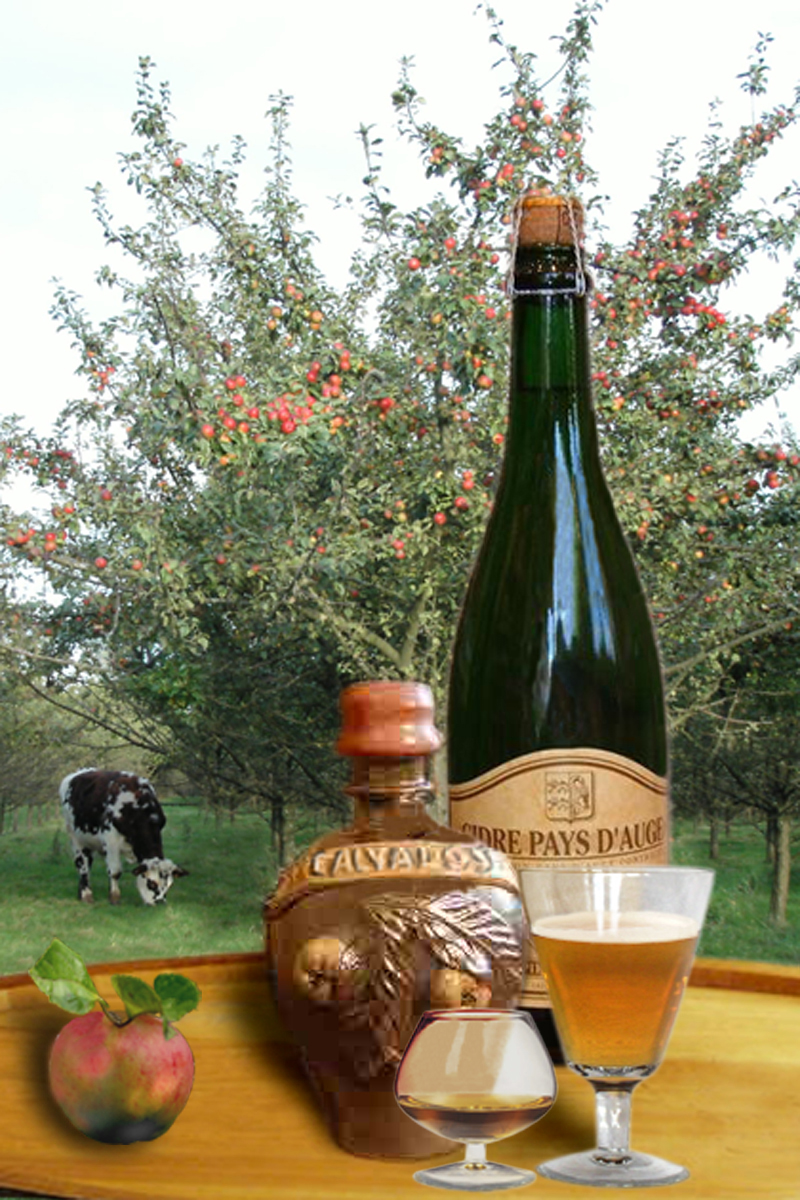
背の高いほうの瓶がシードル
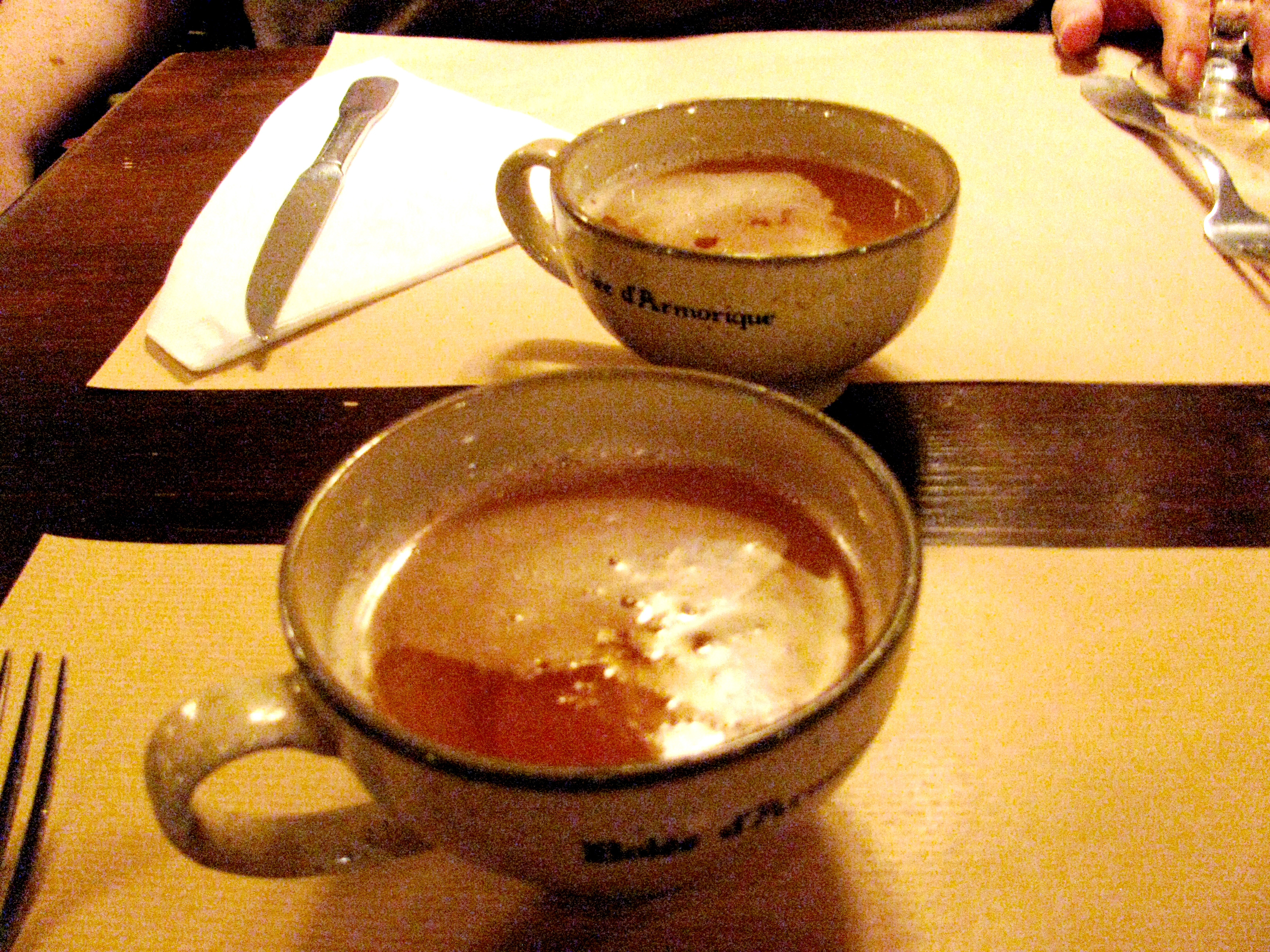
食前酒として、陶製のカップで飲むシードル
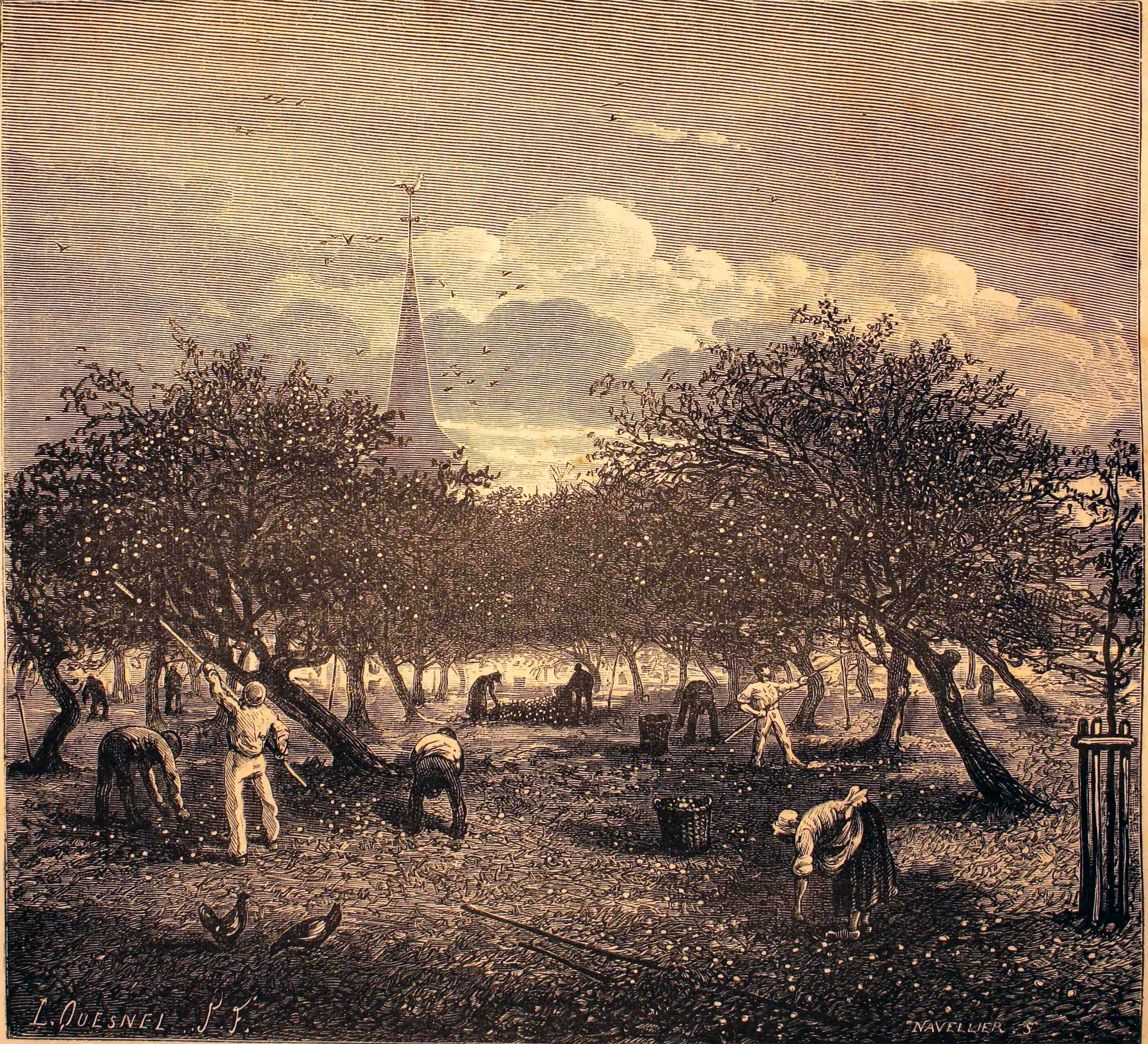
フランス、ノルマンディー地方でのシードル用リンゴの収穫作業（1870年頃）J.フェラ画
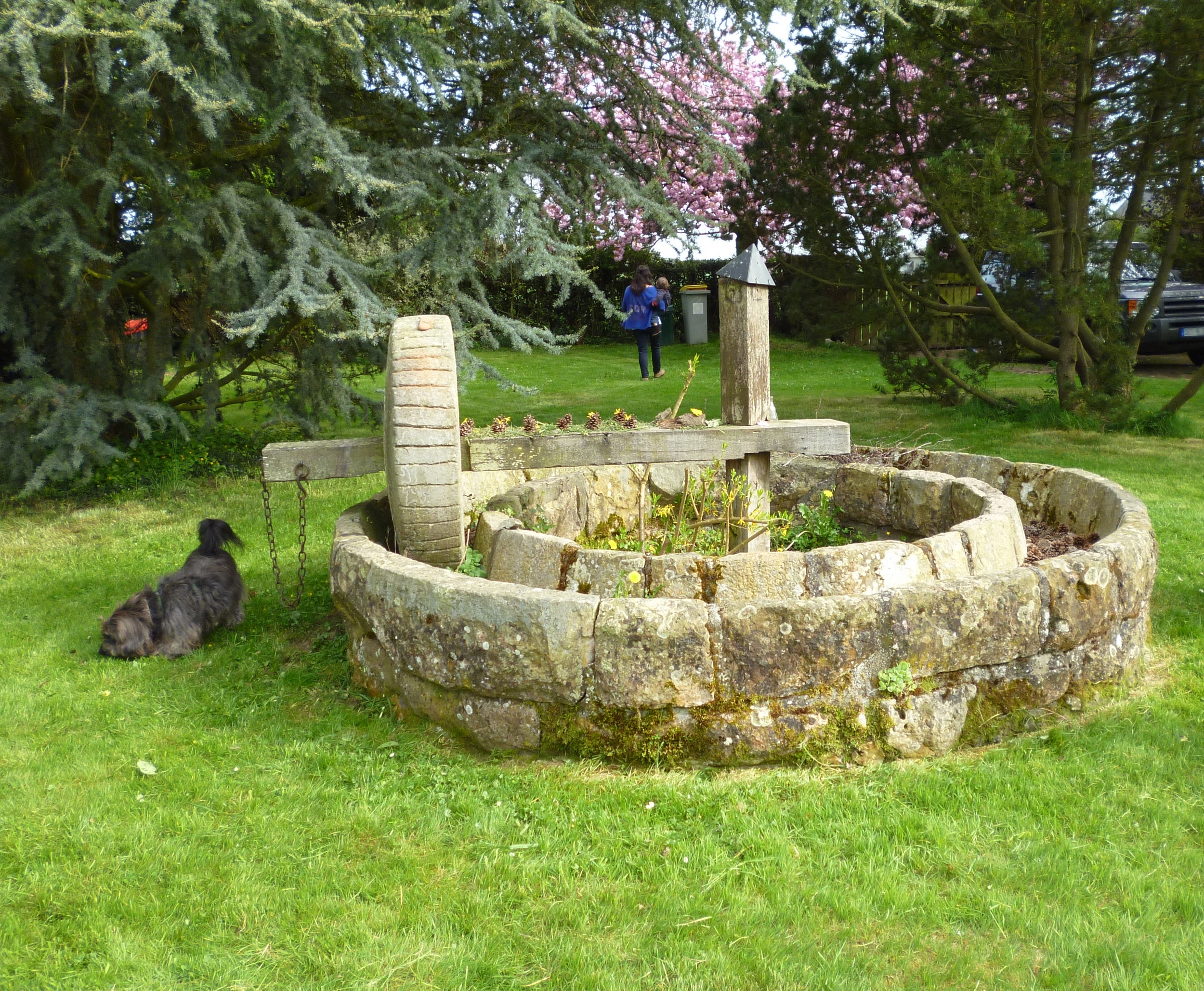
ノルマンディー地方のfr:Morsanに残っている、シードル造りのための（古い）圧搾場
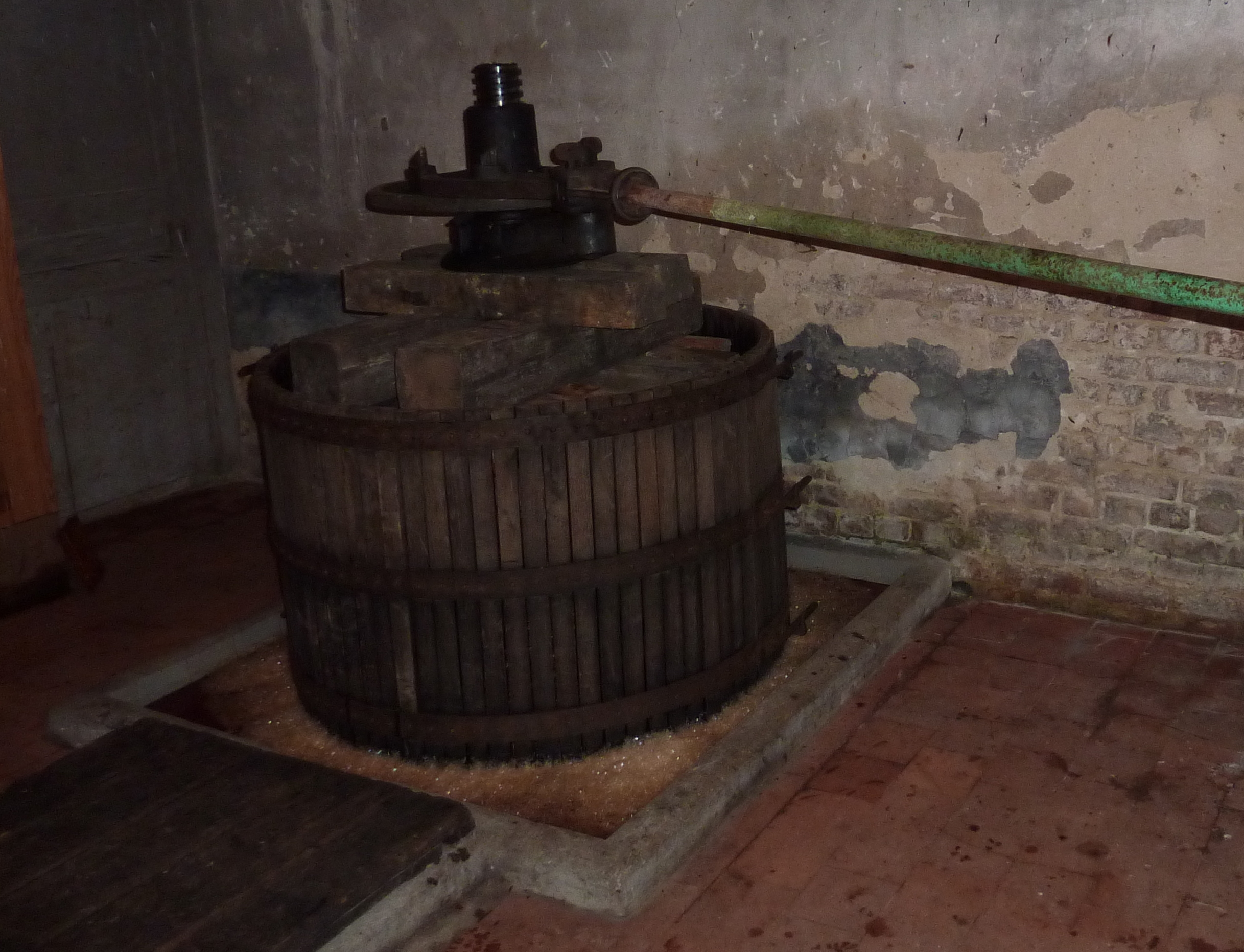
シードル造りのためにかつて使われていた圧搾機
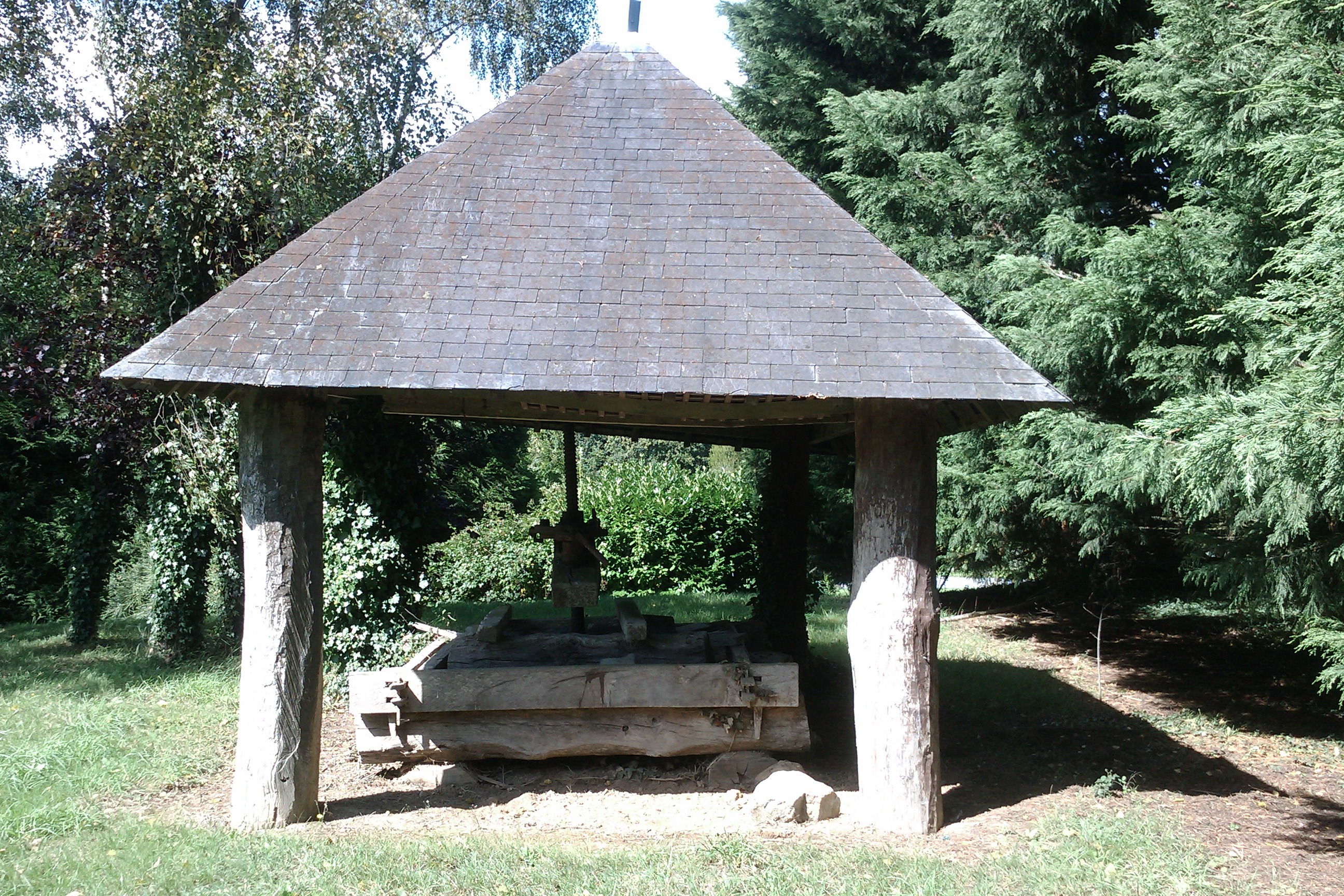
かつて使われていた圧搾機
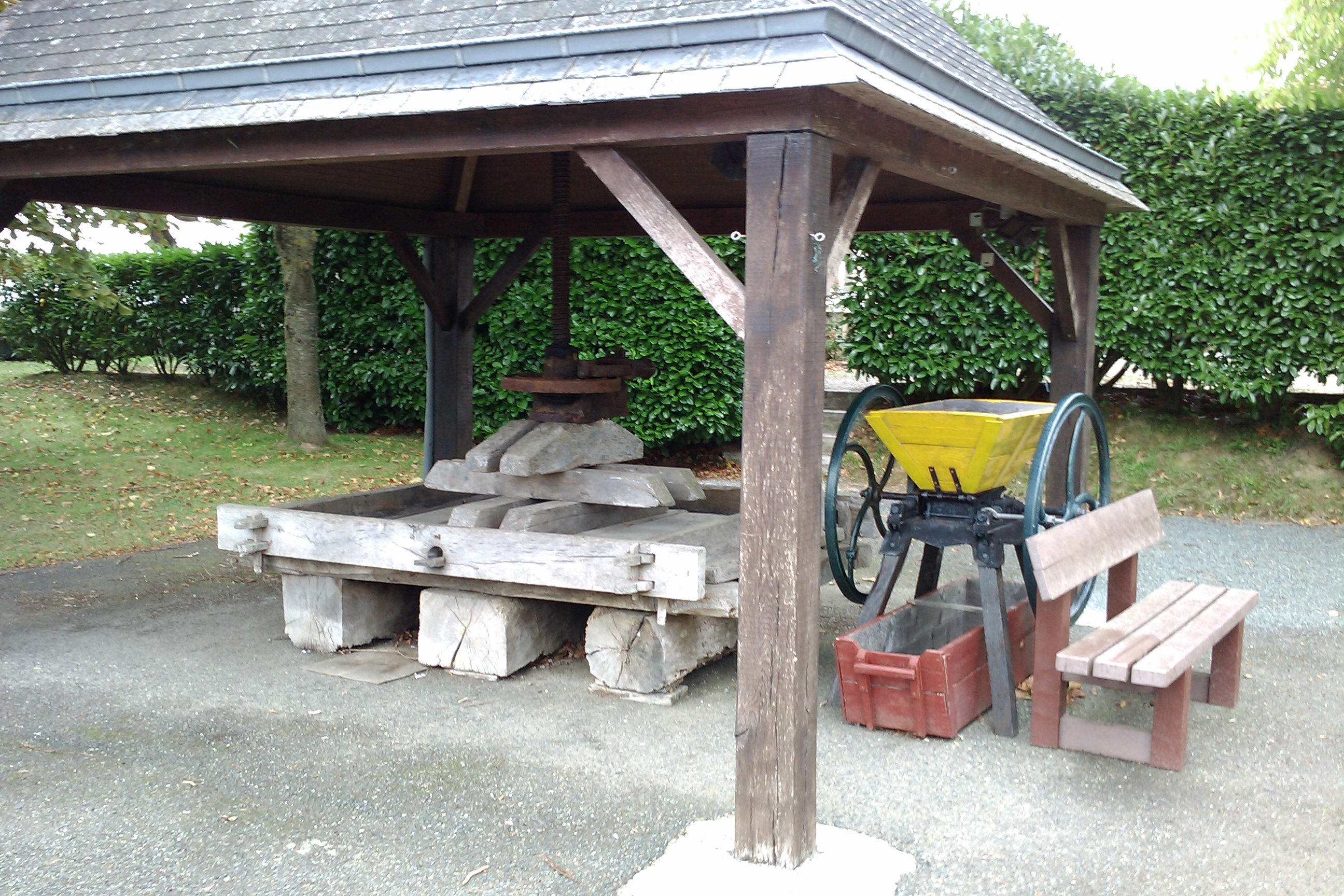
シードル造りのための、リンゴ粉砕機（右）と圧搾機（左）
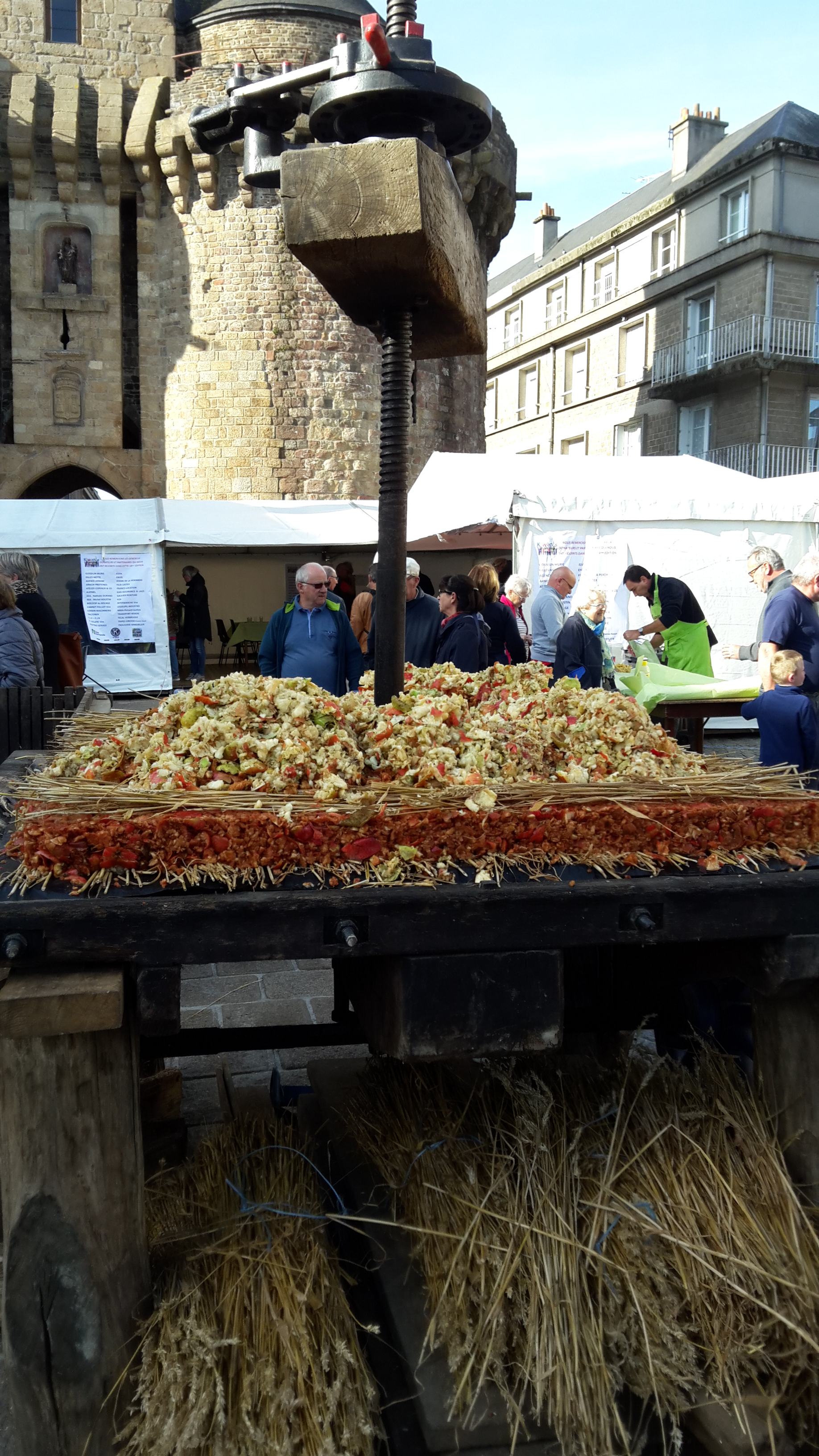
シードル造りのリンゴ圧搾の前段階として、まずリンゴを砕いた山（フランス、カルヴァドス県、ヴィール、2018年）

## スペイン
古くからカンタブリア山脈一帯でシードラが作られてきた。19世紀以降はアストゥリアス州、ギプスコア県、ナバーラ州北西部に生産地が集中しており、バスク地方ではサガルドと呼ばれる。これらの地域では祝祭の場にシードラは欠かせない。地元原産のリンゴ栽培が減少したために、外国産リンゴ果汁と混ぜてシードラが作られるようになった。2002年11月、アストゥリアス州では地元原産リンゴの果汁のみを用いたシードラに対しDOPのシードラ・デ・アストゥリアス（Sidra de Asturias） の名称が許可された。
一般的に、アストゥリアス産のシードラはバスク産シードラよりやや甘口で、バスク産シードラはアストゥリアス産シードラより酸味が強いとされる。
エル・ガイテーロ社のシードラなどがある。
アストゥリアスではグラスに注ぐ際、頭の上の高い位置のビンから、腰のあたりの低い位置のグラスに注ぐという独特な方法で注ぐ（エスカンシアール）。これにより空気を多く含み泡が立つので、その泡が残っているうちに一気に飲み干すというのが現地での飲み方とされている。
2024年、アストゥリアス州のシードル文化はユネスコの無形文化遺産に登録された。

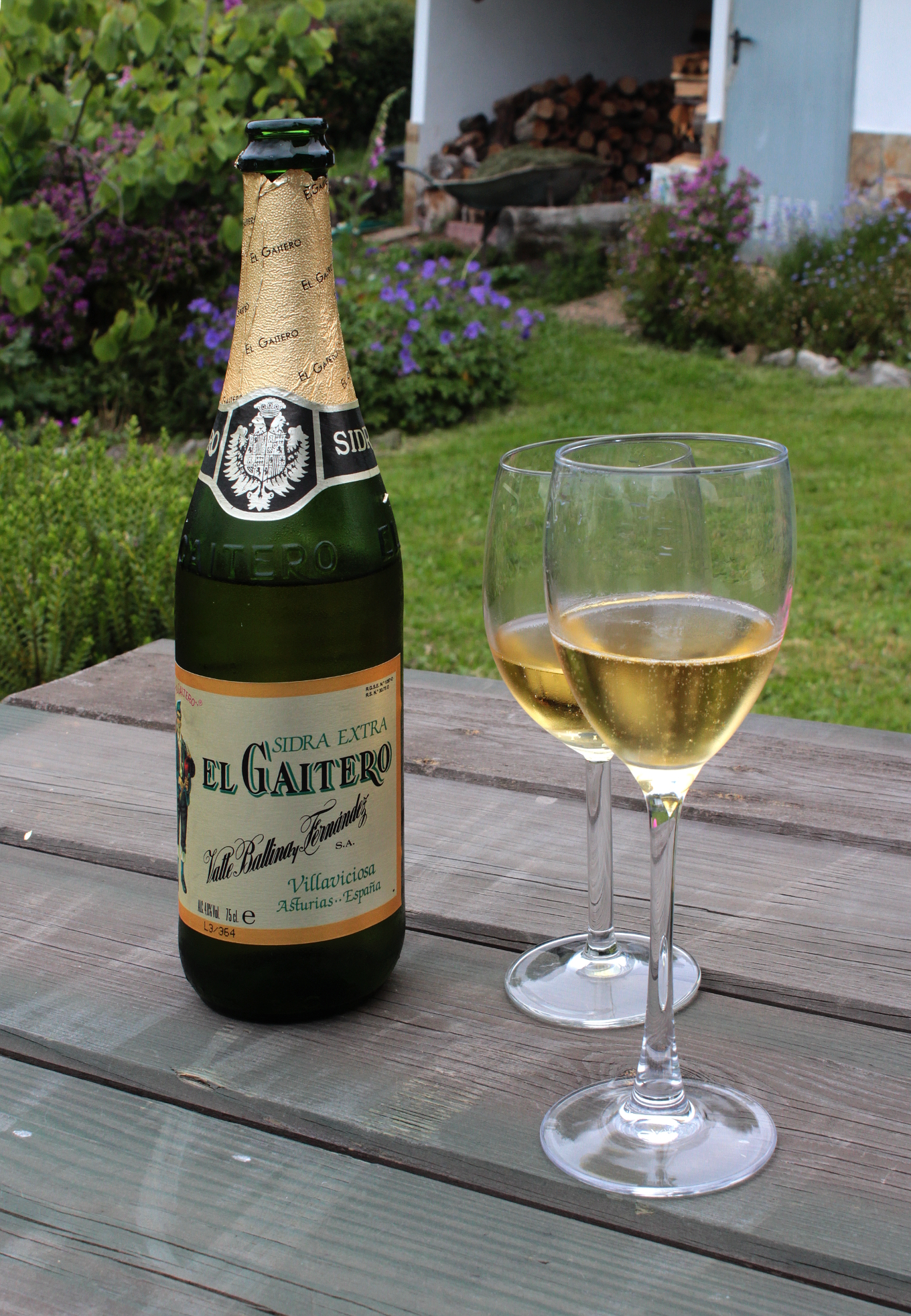
スペイン、アストゥリアス州のシードラ
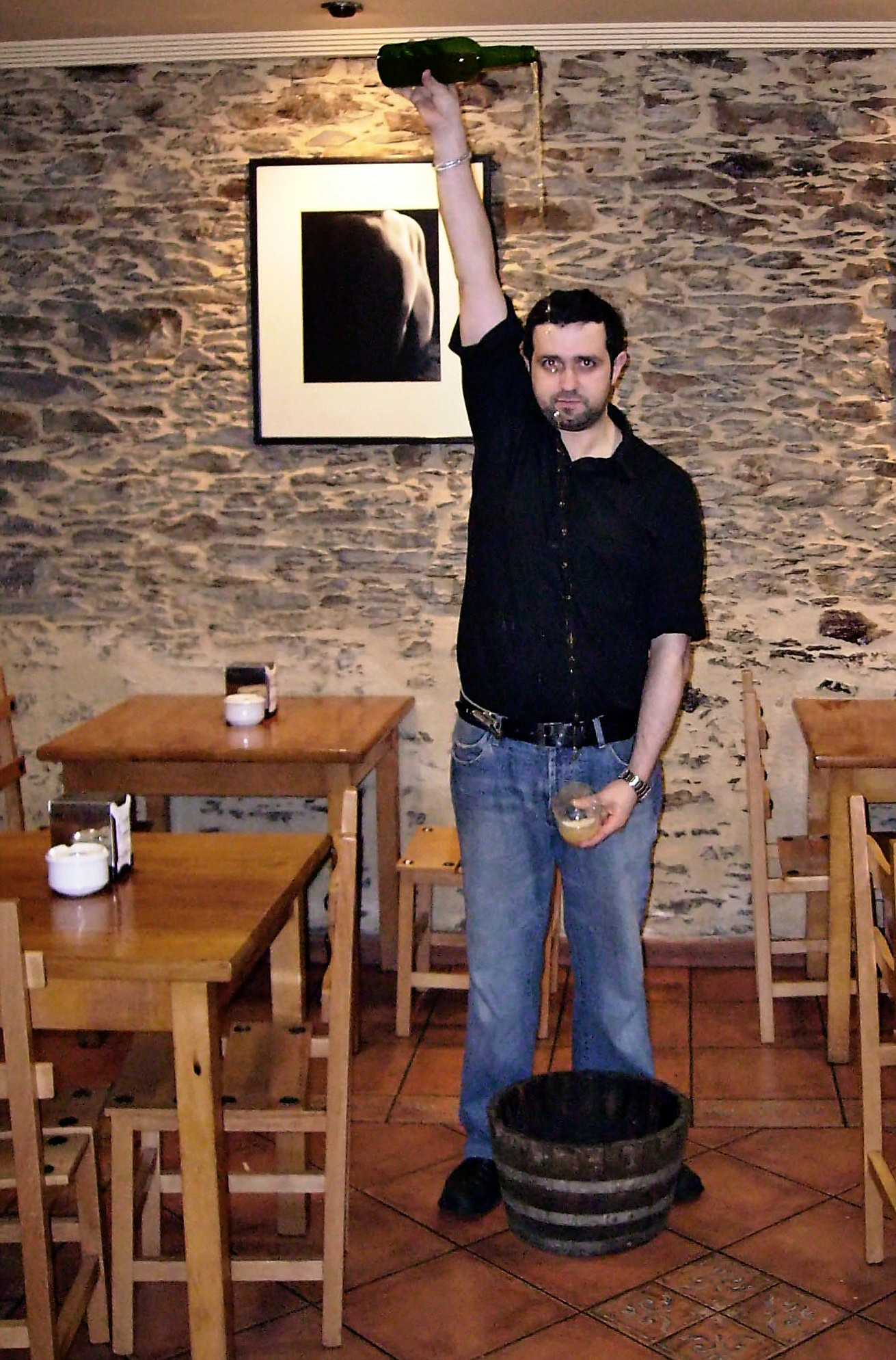
アストゥリアス州でシドレリーア（＝シードラを供するバル）でシードラを注ぐ際に行われるエスカンシアウ（＝ボトルを高くかかげ、低い位置のグラスに注ぐ）
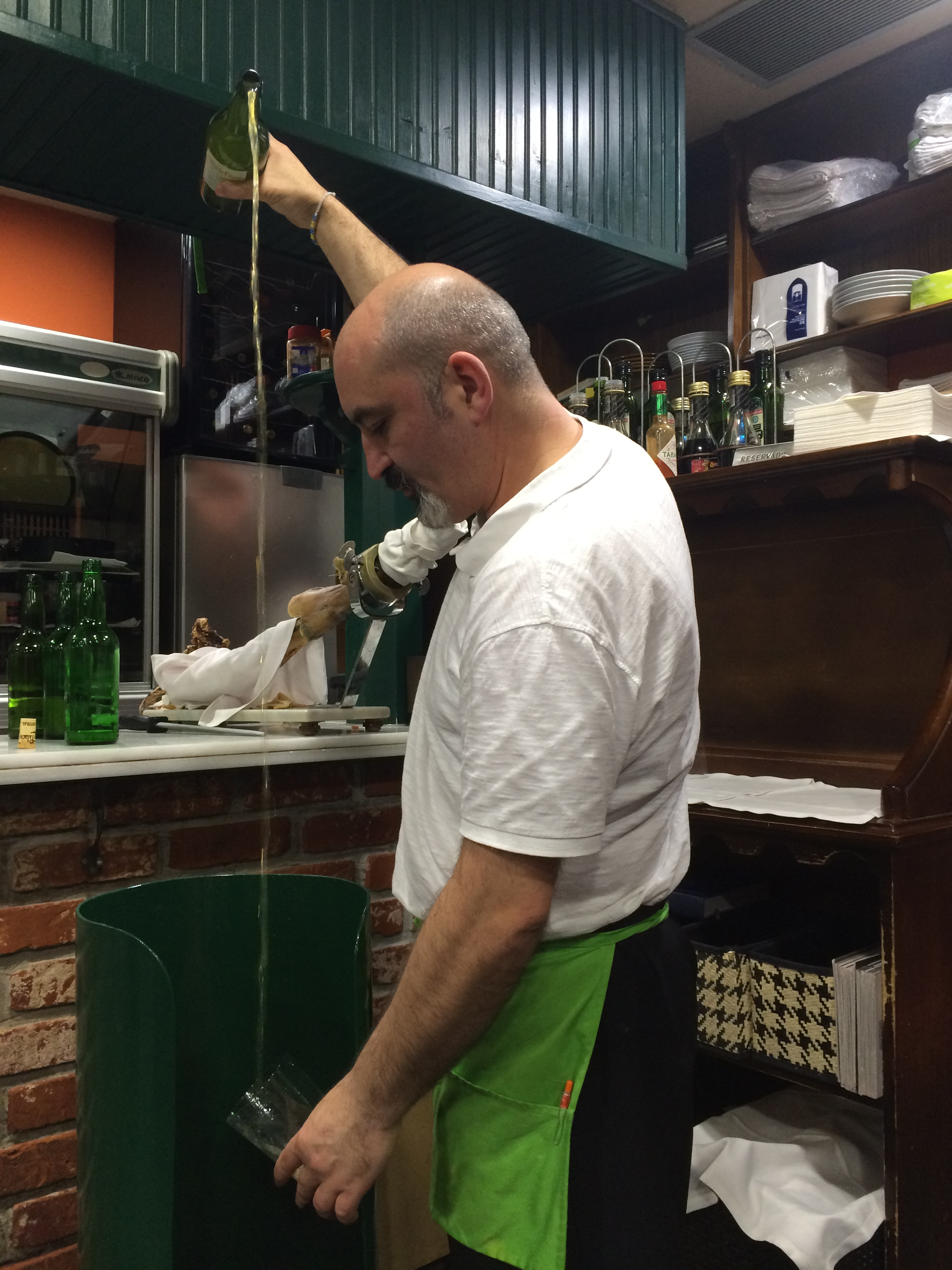
同じく、エスカンシアウされるアストゥリアスのシードラ。
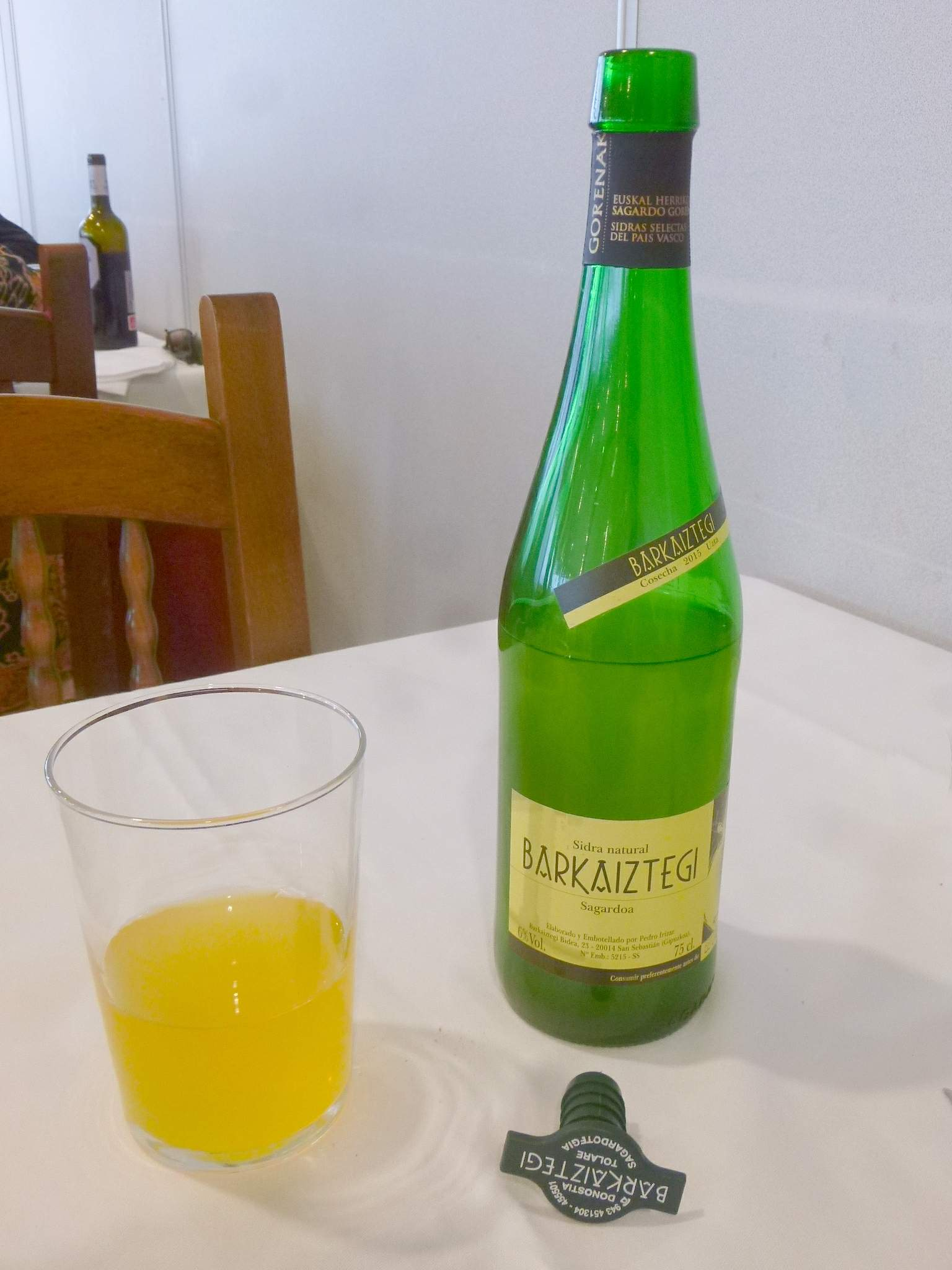
Hernani
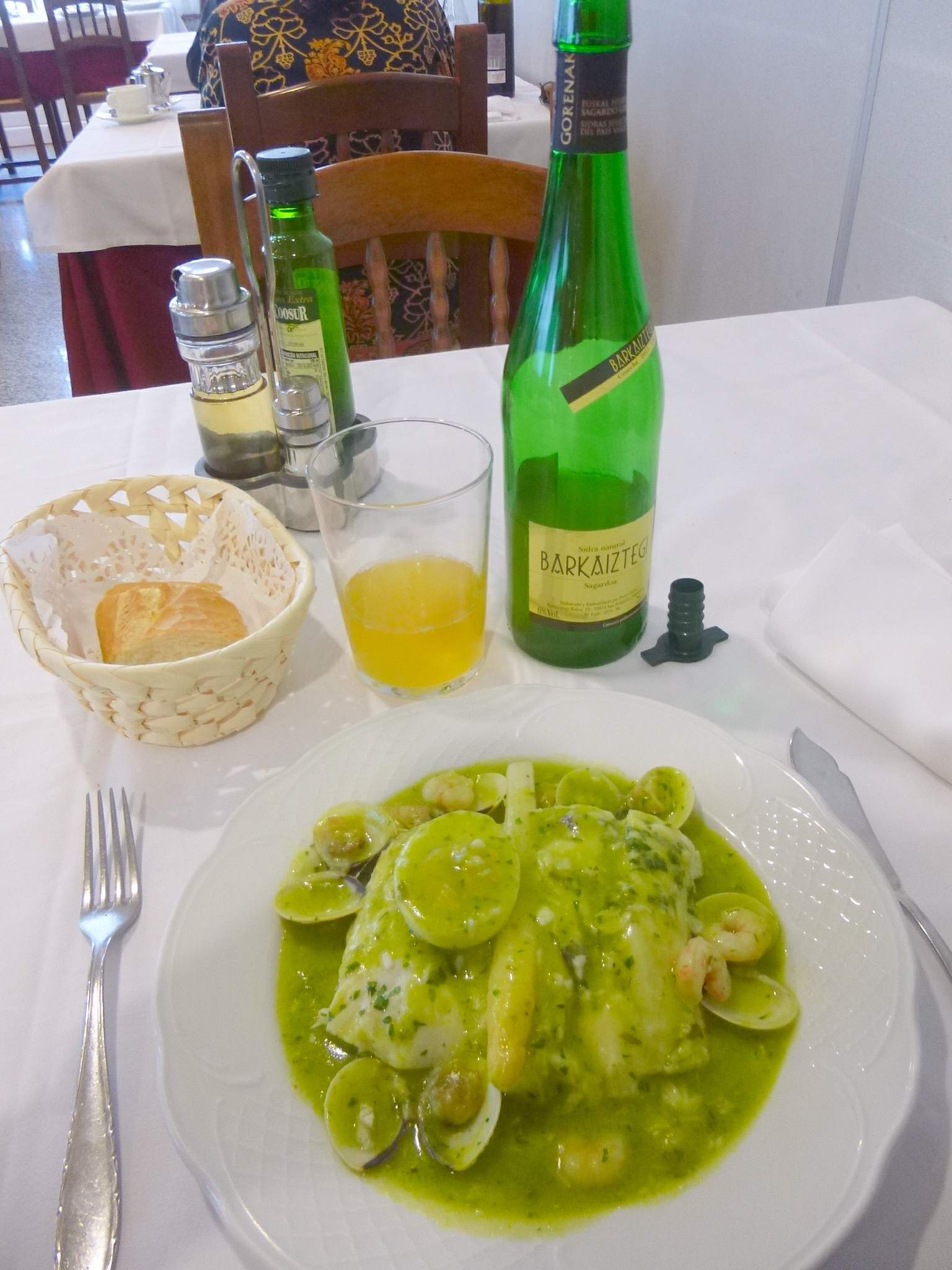
食事中に飲むHernani
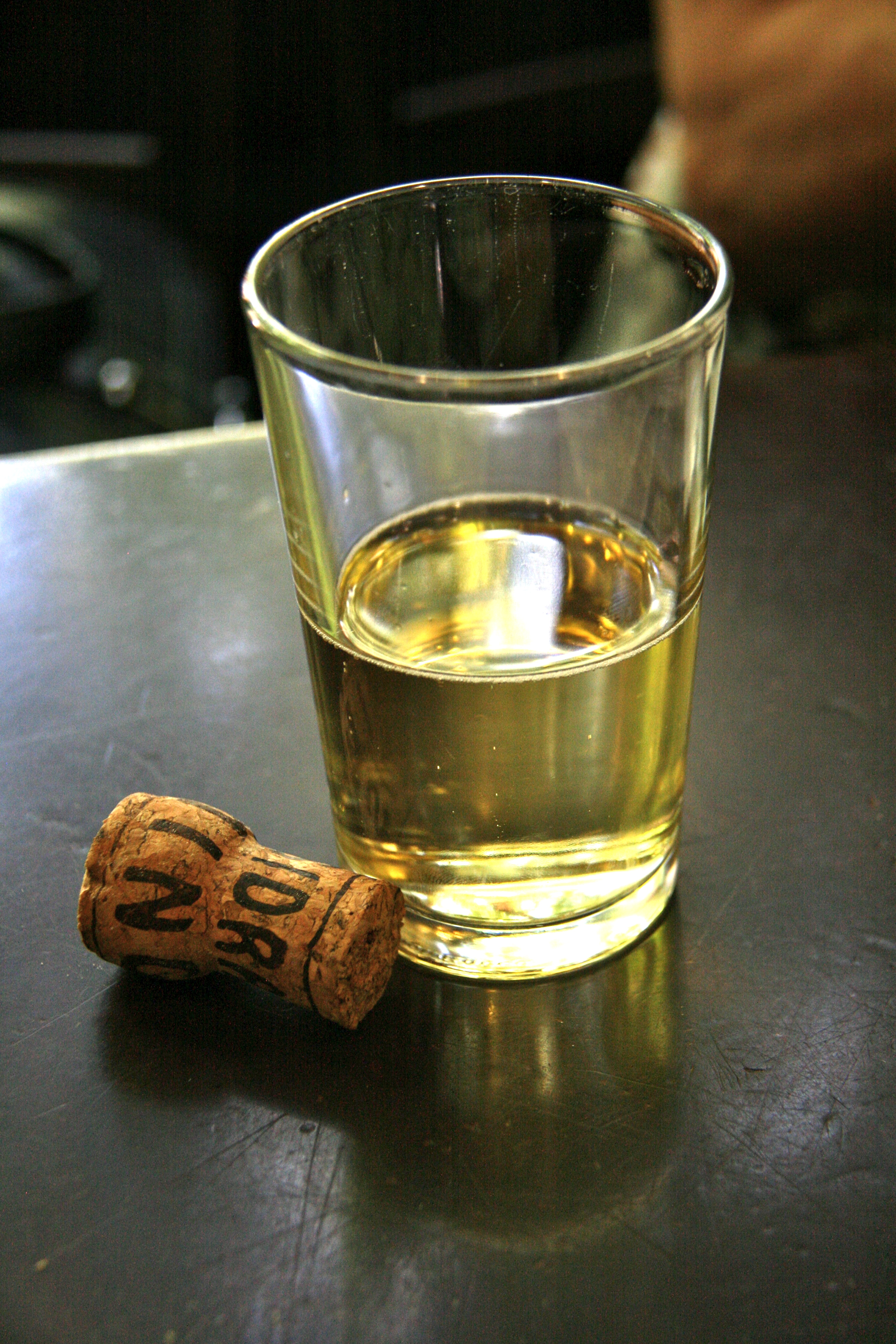
グラスに注いだシードラ
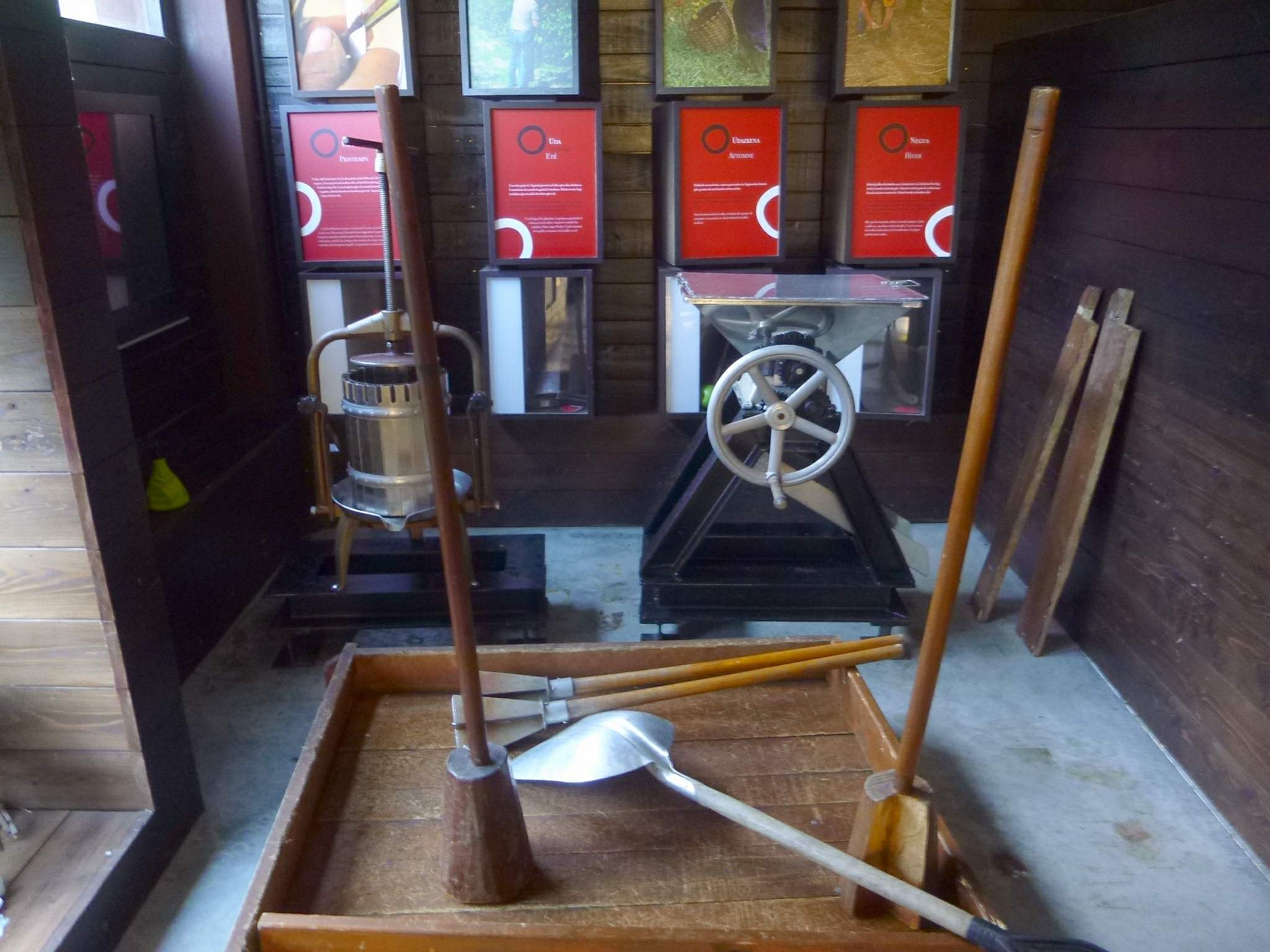
サガードエセシア美術館、「バスク・シードラ博物館」の展示品
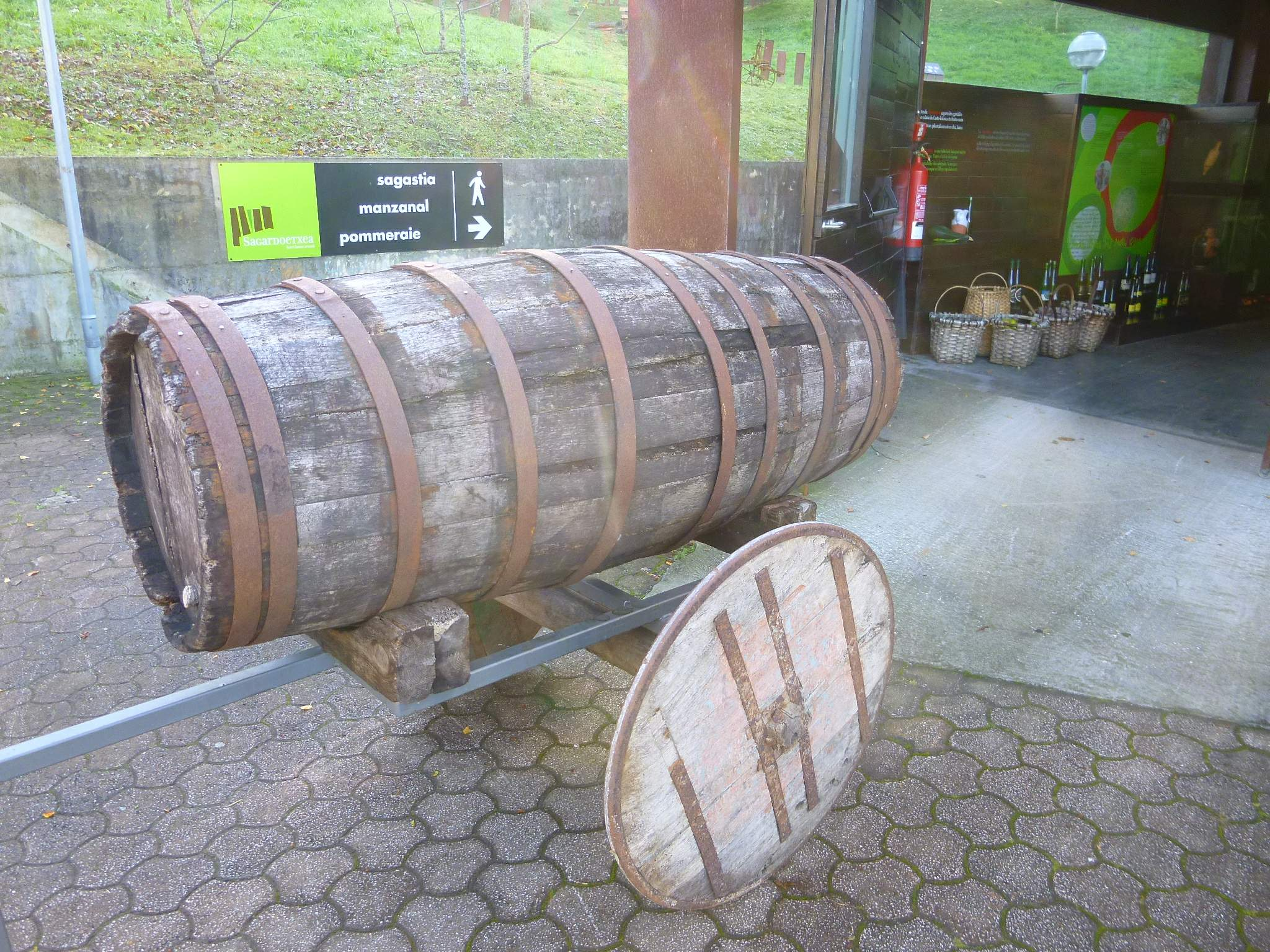
「バスク・シードラ博物館」に展示されているシードラ造り用の樽

## イギリス
イギリスではサイダー（英: cider）と呼ばれ、同じくリンゴ酒（多くの場合発泡性のもの）を指す。イギリスでは無名ブランドのものは非常に安価で売られており、また口当たりもいいことからアルコールを飲み始めた10代の労働者階級の子供が飲む最初のアルコールとしてポピュラーである。また、サイダーと類似するものにナシを原料としたペアサイダー（英: Pear cider）がある。イギリスでは、ほとんどのサイダーに発泡性があり、スパークリングサイダーと表記しているものも多い。表記していないものも、ほとんどが発泡性である。

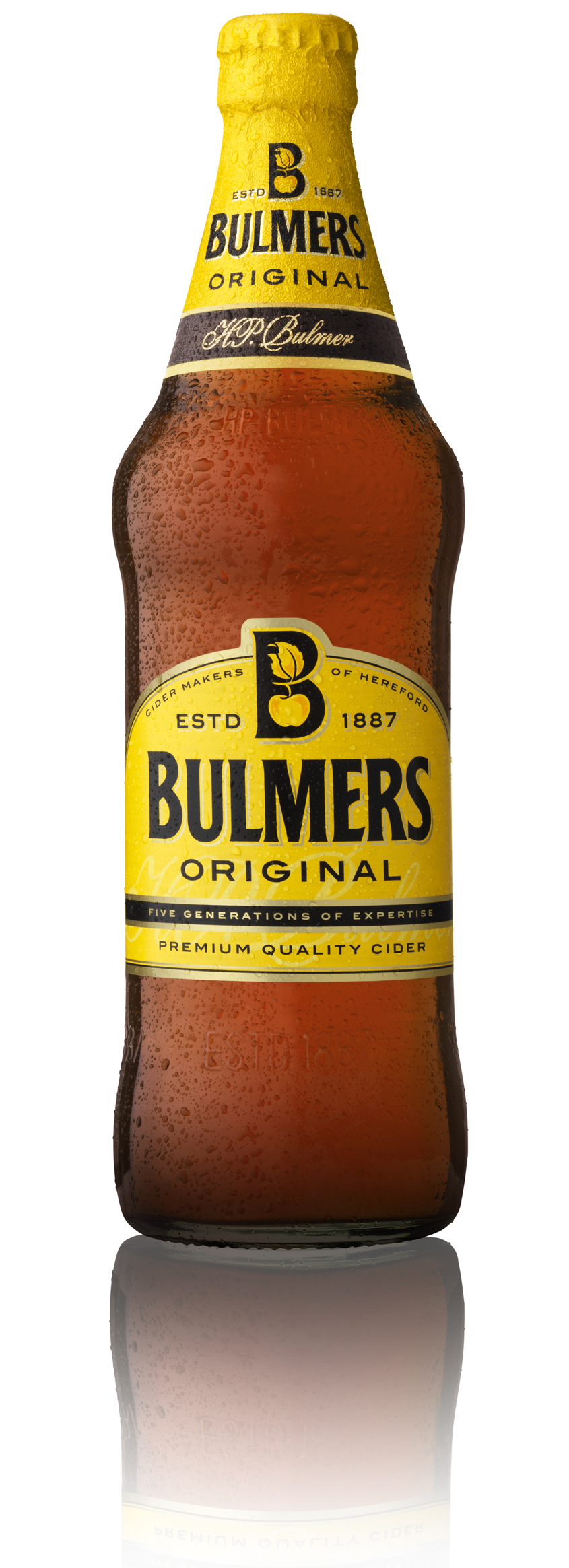
Bulmers Original Cider Bottle
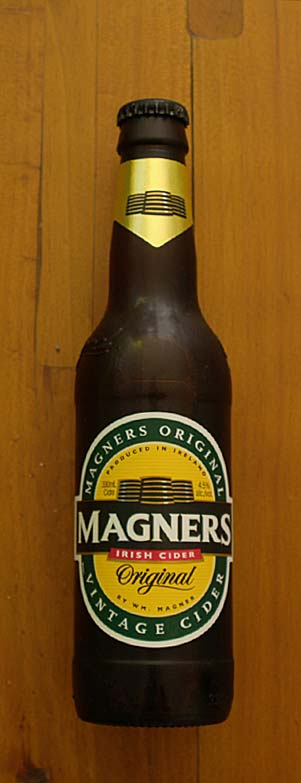
小瓶（330ml）のMagners cider.
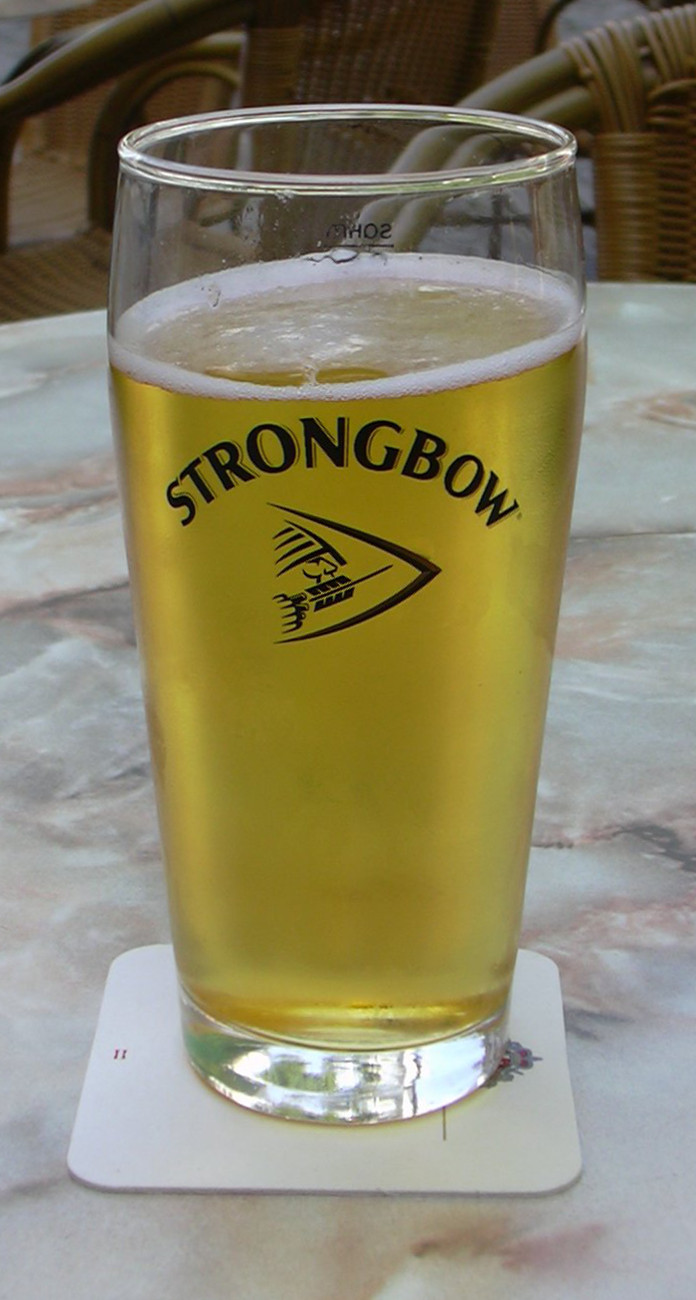
ストロングボウのリンゴ酒（英国産）1パイント（568ml）
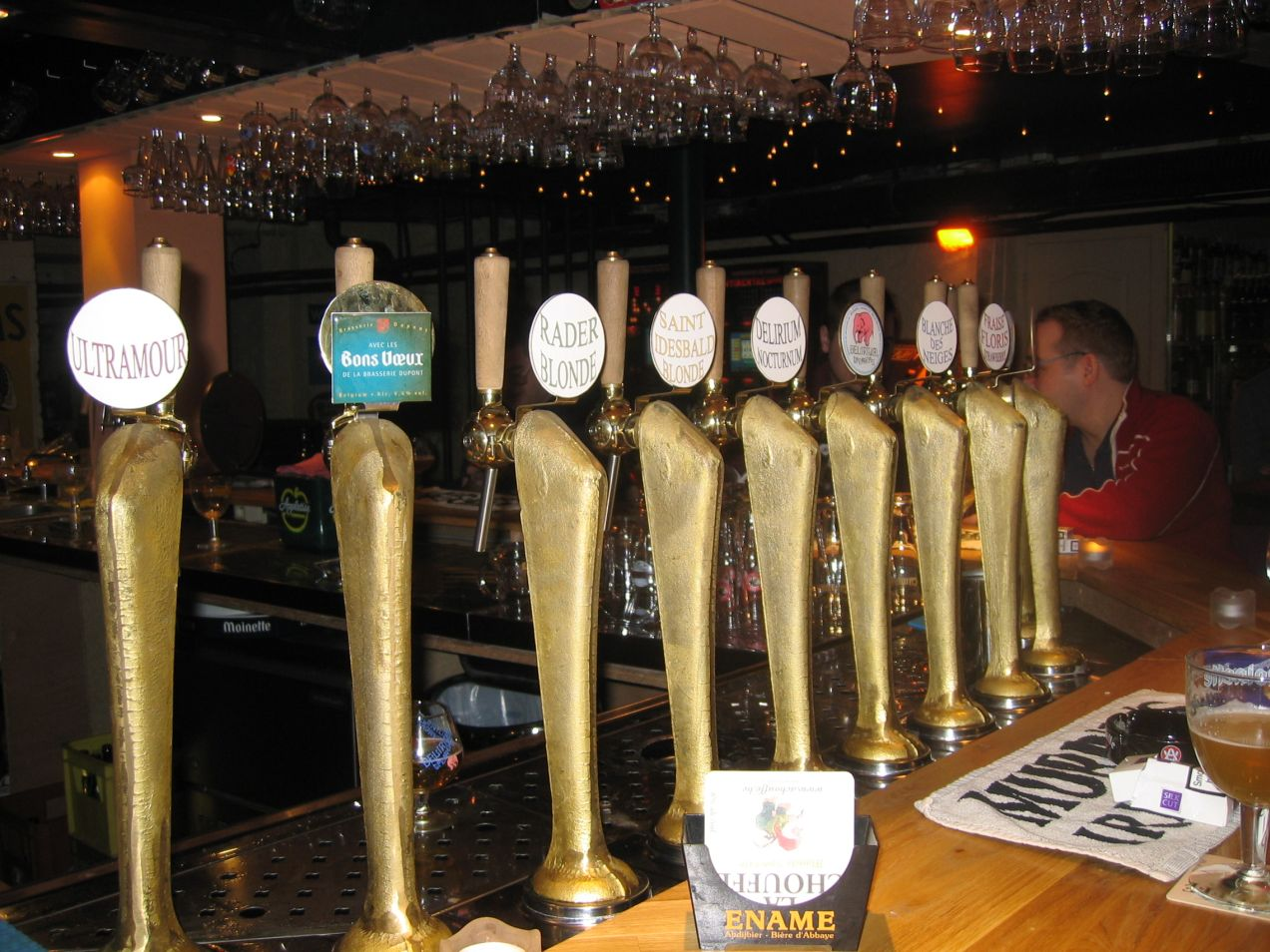
ドラフトシードルフォント
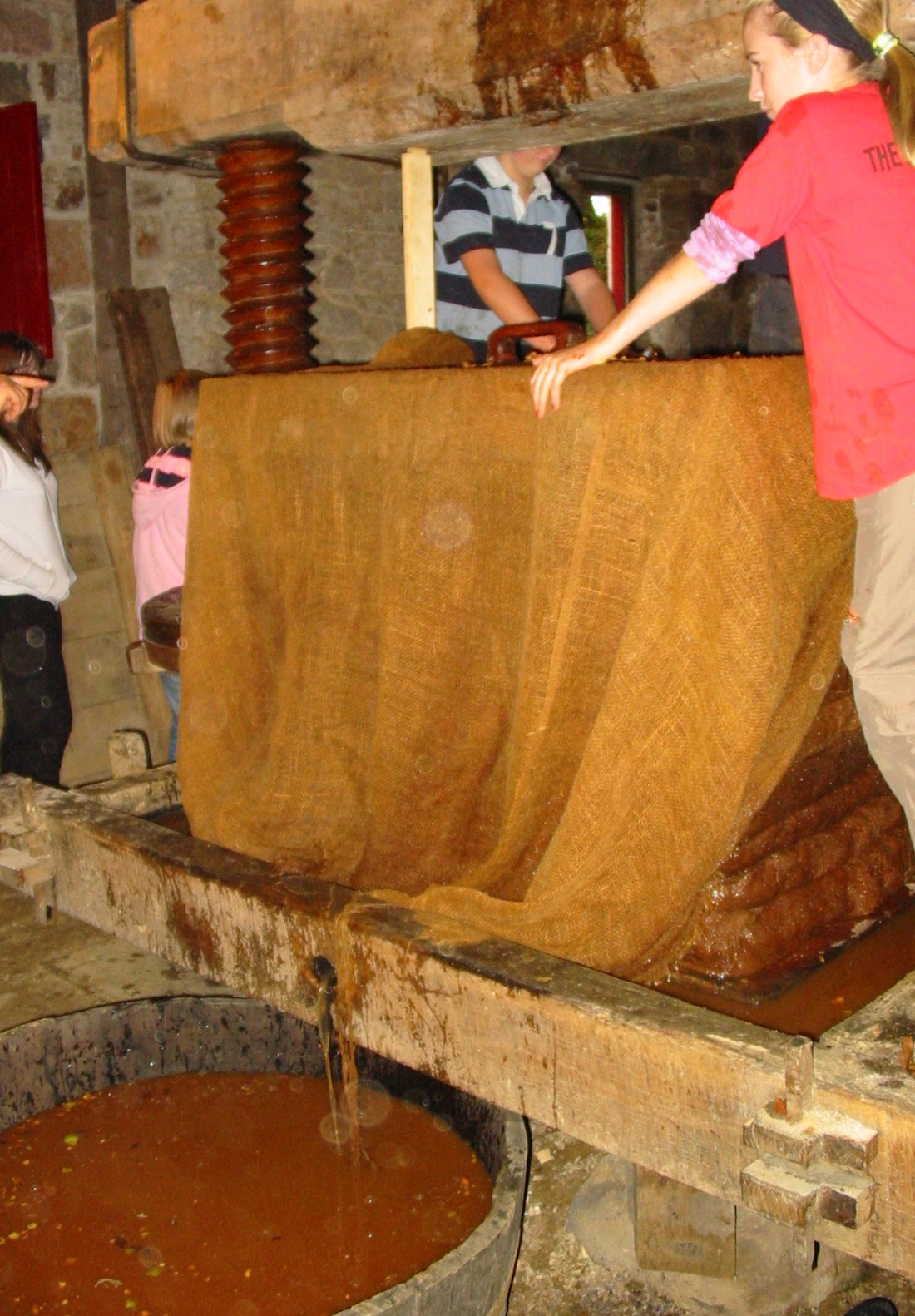
シードル造りの圧搾機

### バリエーション
ホットアップルサイダー（英: Hot apple cider）またはモルドサイダー（英: Mulled cider）（ワセイルに類似）は秋と冬に人気の飲み物であり、アップルサイダーを煮立つ直前の温度に温め、シナモン、オレンジピール、ナツメグ、クローブ、または他の香辛料を加えて作る。
和製英語であるが、日本ではホットシードルまたはモルドシードルとも呼ばれる。
ホットワインのことをフランスではヴァン・ショー（仏: vin chaud、熱いワイン）と呼ばれることから、シードル・ショー（仏: cidre chaud）とも呼ばれる。

## 北米
植民地時代のアングロアメリカでは、衛生的な飲料水が手に入りにくかったことから、ヨーロッパ人の入植者がリンゴ酒を醸造してよく飲んでいた。1920年代の禁酒法施行とほぼ時を同じくして、アメリカ合衆国では、サイダーというと通常は発泡性のリンゴジュースのことを指すようになったが、これはかつてリンゴ酒の代替品の「ノンアルコールサイダー」として宣伝されていたマーティネリ社の「マーティネリズ・スパークリング・アップルサイダー」の影響があるらしい。現在でもアメリカとカナダの一部では、普通サイダーというとアルコール分を含まない果汁100%のリンゴジュースのことを指すが、その性質は地方によって異なる。例えば、アメリカの一部の地域では、濾過や熱加工をしていない果汁100%のリンゴジュースのことを指す。秋から冬にかけての季節商品で、褐色をしており、熱処理していないので日持ちせず、時間が経つと濁って、自然発酵で二酸化炭素が発生し、炭酸飲料のような味になる。アルコール分が0.15%を超えるサイダーはハードサイダー (hard cider) に分類される。また、他の地域では無濾過未発酵のリンゴジュースのことを指す。ペンシルベニア州の州法では、アップルサイダーとは「リンゴから絞った、琥珀色、不透明、未発酵のアルコール分を全く含まないジュース」と規定されている。なお、前述のマーティネリ社のスパークリングサイダーは琥珀色の透明であり、地方によって「サイダー」あるいは「ジュース」という名称で販売されている。日本で販売されている炭酸飲料を「サイダー」と言うのはこのサイダー（炭酸が入ったリンゴジュース）に由来する。ハードサイダーはニューヨーク州とニューイングランド地方が主産地であり、サイダージャック (ciderjack) と呼ばれることもある。
ケベック州のオルレアン島では、冬季にリンゴ100個から1本のアイスシードルが作られている。
サイダーからは、琥珀色のリンゴ酢（サイダービネガー）が作られる。

## ドイツ
ドイツでは、フランクフルトのリンゴ酒が有名だが、こちらはアップフェルヴァインと呼ばれフランス産のシードル (en:Cidre) とは区別されており、味も異なる。特に発泡の具合がきめの細かいフランス産に対し大粒なのが特徴。

## 日本
日本では、第二次世界大戦後に青森県弘前市の吉井酒造が醸造したのが最初とされている。
しかしながらリンゴを原材料とした酒の製造は、既に1938年に竹鶴政孝のニッカウヰスキーによって、アップルワインという名前で行われている（この製品は非発泡性である）。ニッカウヰスキーは戦後、アサヒビールの傘下企業となり、アサヒビールが弘前市で行っていたシードル製造事業（1954年～朝日シードル株式会社として）を1969年に引き継いでいる。現在でもアサヒビールは、アップルワインとシードルを製造販売している。こういった歴史的経緯から弘前市は「ハウスワインシードル特区」に認定され、小規模の醸造家によるシードルの醸造も行われている。
2014年度の国際品評会の一つであるインターナショナル・サイダー・チャレンジ（国際シードルコンテスト、英語: International Cider Challenge、通称：ICC）で、アサヒビールのニッカ シードル ドライとニッカ シードル スイートがDry CiderとSweet Ciderの各部門で銀賞を受賞している。

### 税率
2006年（平成18年）5月1日以降のもの。
- 発泡性酒類
  - その他の発泡性酒類 - 80円（金額は1リットルあたり。）
- 醸造酒類
  - 果実酒 - 80円（金額は1リットルあたり。）

## スウェーデン
サイダー（シードル）造りがさかんで、主なブルワリーは、コッパルベリ・ブリィヤリ社、ヘールユンガ サイダー社、Rekorderligサイダー社などが有名である。
コッパルベリ・ブリィヤリのサイダーの種類は5種類でており、ペア、ミックスフルーツ、ストロベリー＆ライム、エルダーフラワー（庭常の花）＆ライム、アップルの5種類。ノンアルコールもペアとミックスフルーツの2種類、販売している。
ミックスフルーツは、カシスとラズベリーの果汁をアップルサイダーに足し香りと風味をつけている。ペアのサイダーは、ペアからアップルサイダー同様に造られている。

## シードル用リンゴ品種の一覧
シードル用リンゴ品種はサイダーアップル（Cider apple）と呼ばれ、酸っぱすぎたり苦すぎたりするリンゴが酒造に使われる。一部の品種は酒用目的にも食用目的にも使われる。

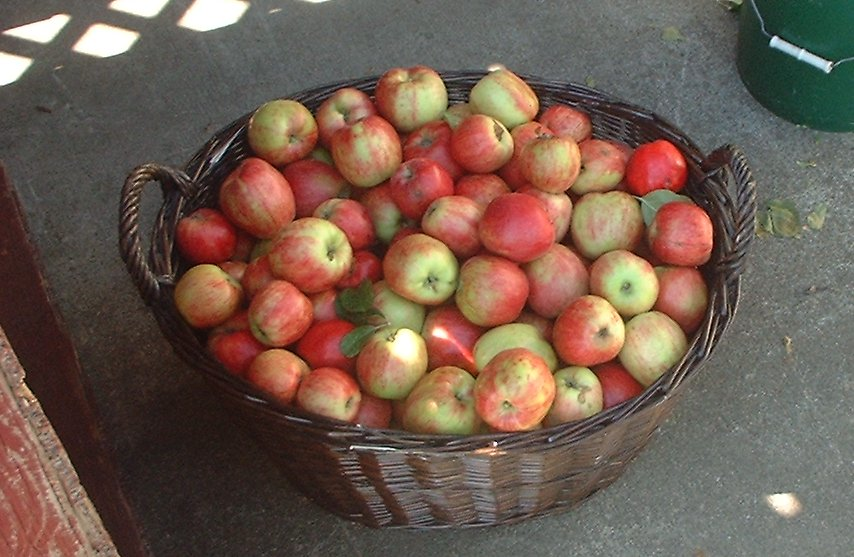
Gravensteinアップルは、料理用やデザート用、シードル用に使われる。

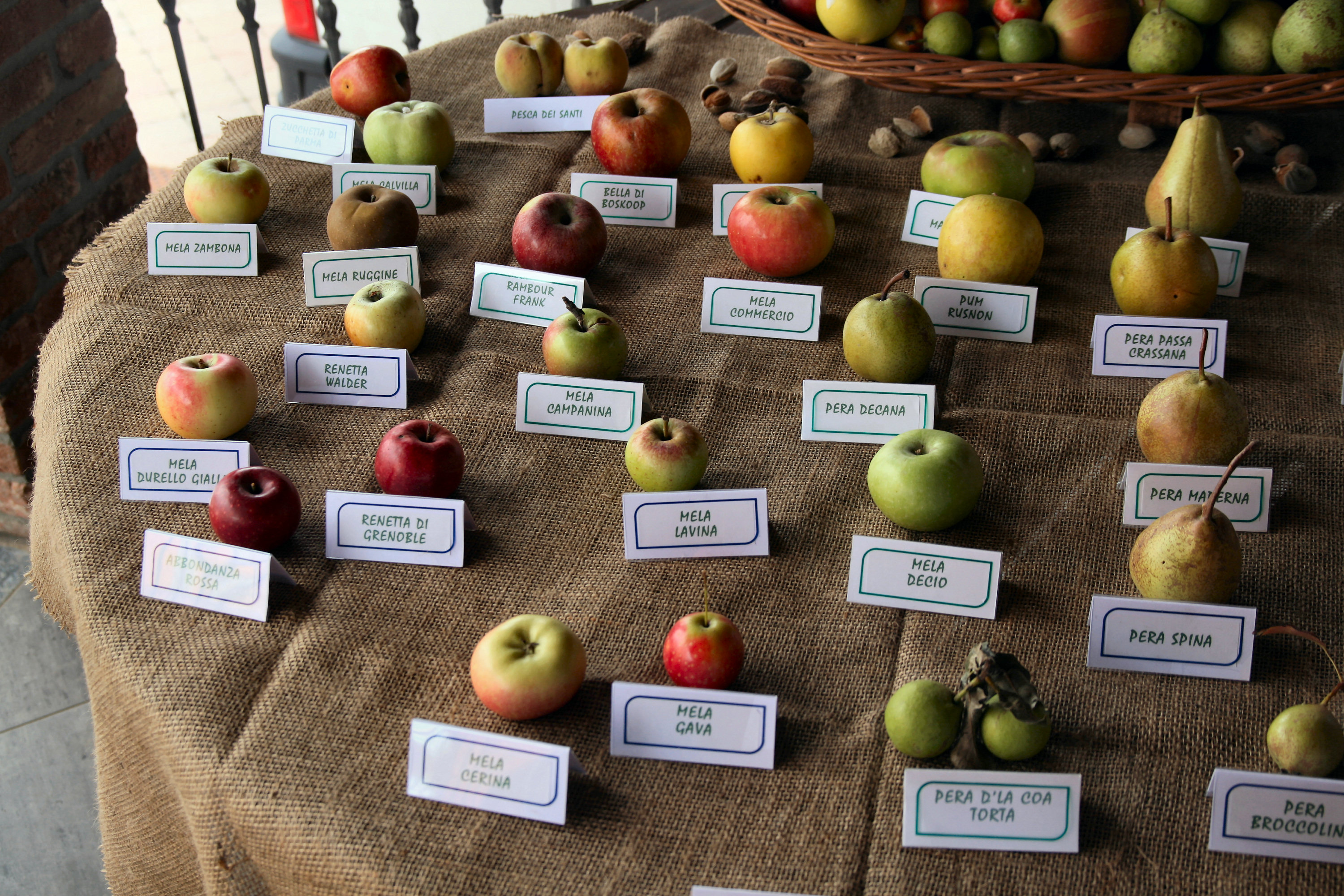
一般的ではないリンゴ品種.

新種のリンゴ

代表的な酒造に好適なリンゴ
| 品種名             | 誕生地                                       | 誕生年     |
| ------------------ | -------------------------------------------- | ---------- |
| Baldwin            | アメリカ, マサチューセッツ州, ウィルミントン | c. 1740    |
| Brown Snout        | イングランド, ヘレフォードシャー             | c. 1850    |
| Dabinett           | イングランド, サマセット                     | 19世紀後期 |
| Dymock Red         | イングランド, グロスタシャー                 |            |
| Foxwhelp           | イングランド, グロスタシャー                 | c. 1600    |
| Hagloe Crab        |                                              |            |
| Kingston Black     | イングランド, サマセット, トーントン         | 19世紀後期 |
| Newtown Pippin     | アメリカ, ニューヨーク州, クイーンズ区       | c. 1750    |
| Redstreak          | イングランド, ヘレフォードシャー             | c. 1630    |
| Roxbury Russet     | アメリカ, マサチューセッツ州                 | c. 1640s   |
| Stoke Red          | イングランド, サマセット, Rodney Stoke       | 20世紀初期 |
| Tremlett's Bitter  | イギリス, Exe Valley                         | c. 1820    |
| Vista Bella        | アメリカ, ラトガース大学                     | 1944       |
| Winesap            | アメリカ                                     | c. 1817    |
| Yeovil Sour        | イングランド, サマセット, Yeovil             | c. 1824    |
| Golden Spire       | イングランド, ランカシャー                   | c. 1850    |
| Knobbed Russet     | イングランド, サセックス                     | c. 1819    |
| Muscadet de Dieppe | フランス, ノルマンディー                     | c. 1750    |
| Golden Russet      | アメリカ, ニューヨーク州                     | c. 1845    |

## 品評会
- インターナショナル・サイダー・チャレンジ（国際シードルコンテスト、英語: International Cider Challenge、通称：ICC） - ペリーも含まれる。
- インターナショナル・サイダー・アンド・ペリー・コンペティション（International Cider and Perry Competition） - 以下の部門に分けられている。
  - Class 1 – Dry Cider
  - Class 2 – Medium Cider
  - Class 3 – Sweet Cider
  - Class 4 – Perry – Dry
  - Class 5 – Perry – Medium
  - Class 6 – Perry – Sweet
  - Class 7 – Single Variety Cider
  - Class 8 – Culinary Cider – Dry
  - Class 9 – Culinary Cider – Medium/Sweet
  - Class 10 – In-Bottle Fermented Cider
  - Class 11 – In-Bottle Fermented Perry
  - Class 12 – Best Presented Packaged Cider or Perry